# قائمة أمثلة على التطور التقاربي

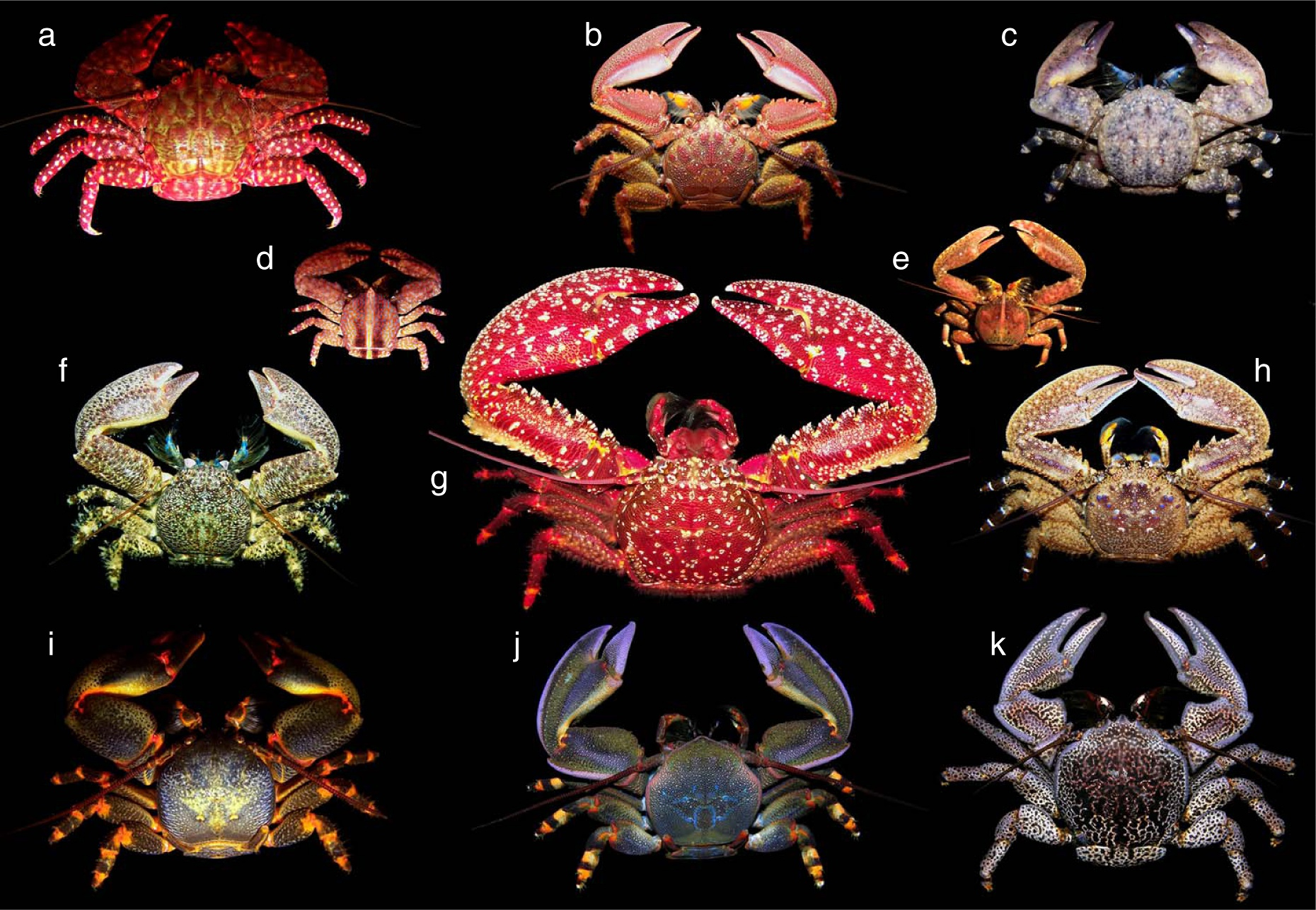
من أمثلة التطور التقاربي السرطنة، وهي التطور التقاربي للقشريات إلى مخطط جسم شبيه بالسلطعون.

التطور التقاربي - وهو التطور المتكرر لسمات متشابهة في سلالات متعددة تفتقر جميعها إلى هذه السمة وراثيًا - واسع الانتشار في الطبيعة، كما توضح الأمثلة أدناه. غالبًا ما يكون السبب الأساسي للتقارب هو بيئة حيوية تطورية متشابهة، حيث تؤدي البيئات المتشابهة إلى انتقاء سمات متماثلة في أي نوع يشغل نفس الموطن البيئي، حتى لو كانت تلك الأنواع لا ترتبط بصلة قرابة وثيقة. في حالة الأنواع المجمعة، يمكن أن ينشئ التطور التقاربي أنواعًا لا يمكن تمييزها إلا بتحليل جيناتها. غالبًا ما تطور الكائنات الحية المتباعدة في القرابة تراكيب متماثلة من خلال التكيف مع بيئات متشابهة.

## في الحيوانات

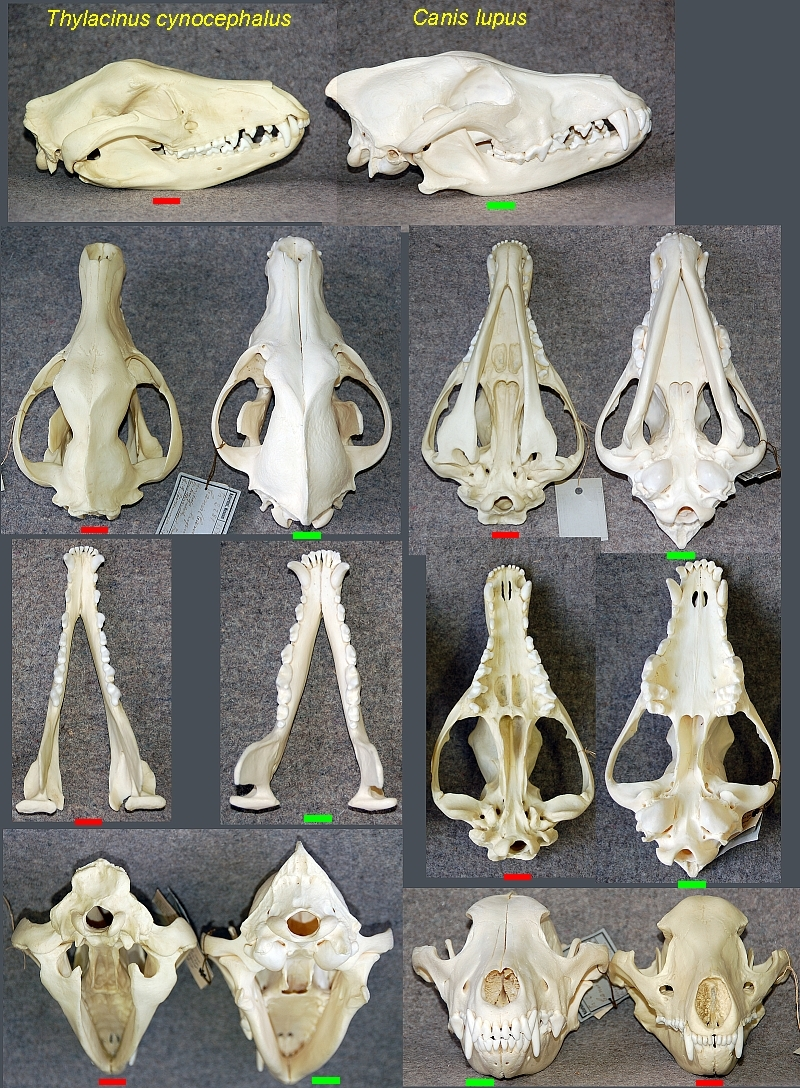
جمجمة ببر تسماني (يسار) والذئب الرمادي (ذئب رمادي) متشابهتان، على الرغم من أن النوعين لا يرتبطان إلا بصلة بعيدة جدًا (فئات فرعية مختلفة). شكل جمجمة الثعلب الأحمر (ثعلب أحمر) أقرب إلى شكل جمجمة الببر التسماني.

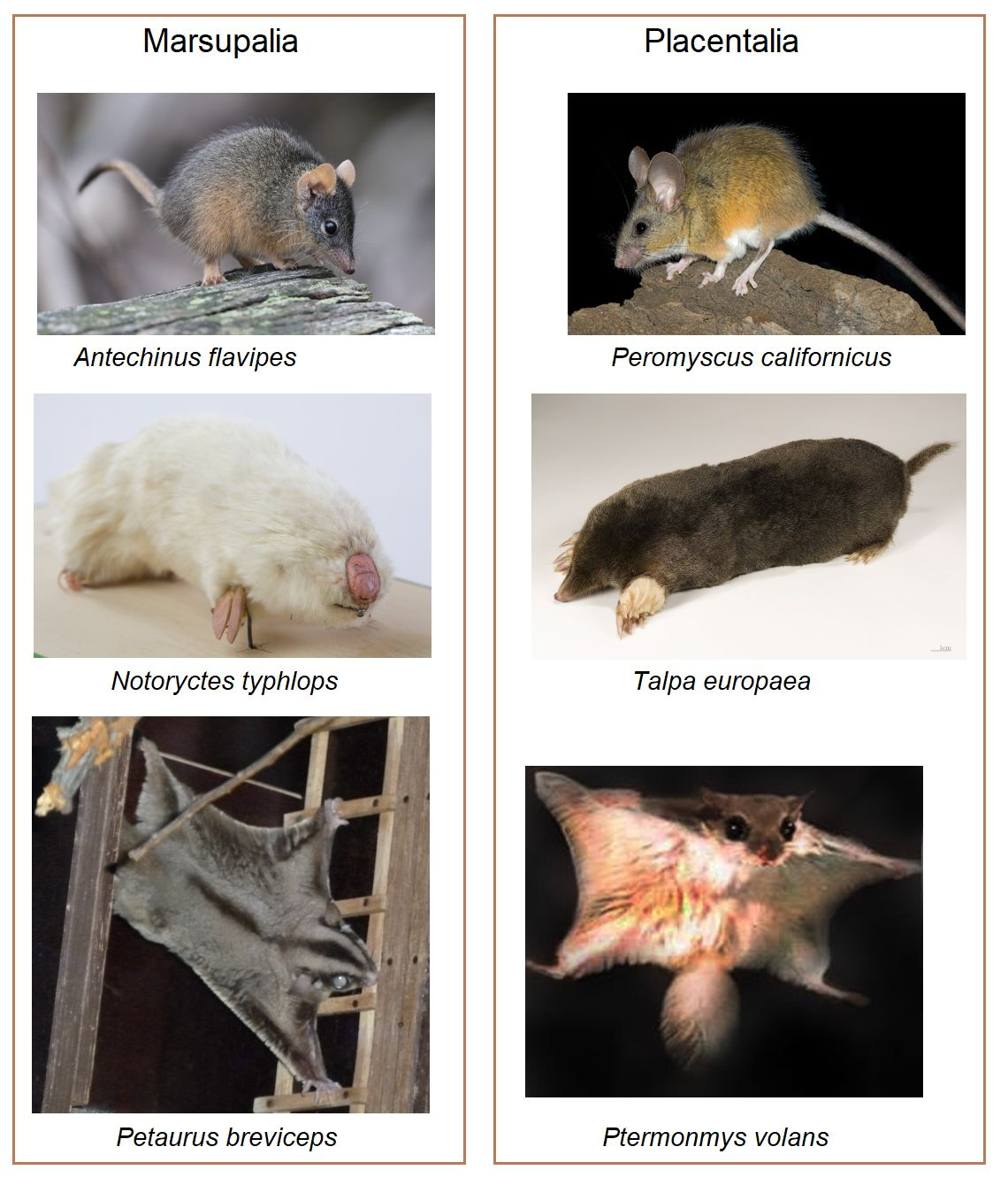
أنواع في رتبة الجرابيات في أستراليا (العمود الأيسر) والمشيميات في أوروبا وأمريكا (العمود الأيمن) ناتجة عن التطور التقاربي.

### الثدييات
- قللت عدة مجموعات من الحافريات أو فقدت الأصابع الجانبية في أقدامها بشكل مستقل، غالبًا ما يتبقى إصبع واحد أو إصبعان للمشي. يأتي هذا الاسم من حوافرها، التي تطورت من المخالب عدة مرات. على سبيل المثال، تمتلك الخيول إصبعًا واحدًا للمشي، والأبقار الأليفة إصبعين في كل قدم. قللت العديد من الفقاريات الأرضية الأخرى أو فقدت أصابعها أيضًا.[3]
- وبالمثل، تشترك الحافريات مفردات الأصابع من رتبة اللوراسيات وشبه حافريات من رتبة وحشيات إفريقية في عدة سمات مشتركة، لدرجة أنه لا يوجد تمييز واضح بين التصنيفات الأساسية لكلا المجموعتين.[4]
- طور العديد من الثدييات المائية أو الثدييات البحرية بشكل مستقل تكيفات للعيش في الماء، مثل زعانف الذيل المتشابهة في الأطوم والحيتان. تكيفت الحيوانات العاشبة واللاحمة غير ذات الصلة ببيئات بحرية ومياه عذبة.[5]
- الأطراف الأمامية الزعنفية للثدييات البحرية (الحوتيات، زعنفيات الأقدام، والخيلانيات) هي مثال كلاسيكي على التطور التقاربي. يوجد تقارب واسع النطاق على مستوى الجينات. أدت الاستبدالات المميزة في الجينات المشتركة إلى إنشاء تكيفات مائية متنوعة، معظمها يشكل أيضًا تطورًا متوازيًا لأن الاستبدالات المعنية ليست فريدة لتلك الحيوانات.[6][7]
- حيوان الظبي الأمريكي في أمريكا الشمالية، على الرغم من أنه ليس ظبيًا حقيقيًا ولا يرتبط به إلا بصلة بعيدة، إلا أنه يشبه إلى حد كبير الظباء الحقيقية في العالم القديم، سلوكيًا ومورفولوجيًا. كما يشغل موطنًا بيئيًا مشابهًا ويوجد في نفس المناطق الأحيائية.[8]
- طورت أعضاء الفرعين الحيويين أسترالياتووحشيات أضراسًا ثلاثية الرؤوس بشكل مستقل.[9]
- الببر تسماني (نمر تسمانيا أو ذئب تسمانيا) كان له العديد من أوجه التشابه مع الكلبيات المشيمية.[10]
- طورت عدة مجموعات من الثدييات بشكل مستقل نتوءات شائكة على الجلد – النضناض (وحيدات المسلك)، والقنافذ آكلة الحشرات، وبعض المدال (مجموعة متنوعة من الثدييات المدغشقرية الشبيهة بالفئران)، وشيهميات العالم القديم (القوارض) وشيهميات العالم الجديد (عائلة بيولوجية أخرى من القوارض). في هذه الحالة، ولأن مجموعتي الشياهم ترتبطان ارتباطًا وثيقًا، فإنهما تُعدان أمثلة على التطور المتوازي؛ ومع ذلك، لا النضناض، ولا القنافذ، ولا المدال هي أقارب وثيقة للقوارض. في الواقع، عاش آخر سلف مشترك لجميع هذه المجموعات في عصر الديناصورات. يمثل حيوان سبينولستيس يوتريكونودونت الذي عاش في العصر الطباشيري المبكر مثالًا أقدم على ثديي شوكي، ولا يرتبط بأي مجموعة ثدييات حديثة.[11]
- تطورت السنورات سيفية الأنياب الشبيهة بالقطط في ثلاثة سلالات مميزة من الثدييات – اللواحم مثل القطط ذات الأسنان السيفية، والنمرافيدات ("الأسنان السيفية الكاذبة")، وفصيلة الثايلاكسوسميليداي (Thylacosmilidae) من رتبة دمعيات الأسنان ("الأسنان السيفية الجرابية")، كما طورت الجورجونوبسيا والمفترسات أيضًا أنيابًا طويلة، ولكن بدون أي تشابهات جسدية أخرى محددة.[12]
- طور عدد من الثدييات مخالب أمامية قوية وألسنة طويلة ولزجة تسمح لها بفتح بيوت الحشرات الاجتماعية (مثل النمل والنمل الأبيض) واستهلاكها (آكلة النمل). وتشمل هذه الأنواع الأربعة من آكلات النمل، وأكثر من عشرة أنواع من المدرعات، وثمانية أنواع من آكل النمل الحرشفي (بالإضافة إلى الأنواع الأحفورية)، وثمانية أنواع من وحيدات المسلك (الثدييات البياضة للبيض) والنضناض (بالإضافة إلى الأنواع الأحفورية)، وحيوان فروتافوسور من أواخر العصر الجوراسي، والنمبات الجرابي، وخنزير الأرض الأفريقي، والعسبار، وربما أيضًا دب الكسلان في جنوب آسيا، وكلها غير ذات صلة.[13]
- طورت دببة الكوالا الجرابية في أستراليا بصمات أصابع، لا يمكن تمييزها عن بصمات أصابع الرئيسيات غير ذات الصلة، مثل البشر.[14]
- اكتسبت حيوانات الأبسوم العسلية الأسترالية لسانًا طويلاً لأخذ الرحيق من الزهور، وهو تركيب مشابه لتركيب الفراشات، وبعض العث، وطيور الطنان، ويستخدم لإنجاز نفس المهمة.[15]
- حيوان أبوسوم قندي طيار والسنجاب الطائر الأسترالي في أستراليا يشبهان السنجاب الطائر المشيمي. طورت كلتا السلالتين بشكل مستقل ألواحًا تشبه الأجنحة للقفز من الأشجار، وعيونًا كبيرة للبحث عن الطعام ليلاً.[16]
- جرذ الكنغر في أمريكا الشمالية، وفأر القفز الأسترالي، واليربوع في شمال إفريقيا وآسيا طوَّرت تكيفات متقاربة لبيئات الصحراء الحارة؛ تشمل هذه التكيفات شكل جسم صغير مستدير مع أرجل خلفية كبيرة وذيول طويلة رفيعة، وقفزة مميزة ثنائيات الحركة، وسلوكيات ليلية، وحفرية، وتغذية على البذور. تملأ مجموعات القوارض هذه مواطن بيئية متشابهة في أنظمتها البيئية.[17]
- الأبوسوم وأقاربه الأستراليون طوروا إبهامًا قابلاً للمعارضة، وهي سمة توجد أيضًا بشكل شائع في الرئيسيات غير ذات الصلة.[18]
- الطوبين الجرابي له العديد من أوجه التشابه مع الخُلد المشيمي والخلد الذهبي (العسربيات).[19][20]
- جرابيات المولغارا لها العديد من أوجه التشابه مع الفئران المشيمية.[21]
- حيوان البلانجال له العديد من أوجه التشابه مع فأر الأيل.[22]
- الشيطان التسماني الجرابي له العديد من أوجه التشابه مع الضبع المشيمي أو الشره. يتشابهان في شكل الجمجمة، والأنياب الكبيرة، والأضراس اللاحمة القوية.[23]
- تتشابه حيوانات الكنغر والولب الجرابية في العديد من الجوانب مع اليرنب، وفسكاش (القوارض التي ترتبط أيضًا بالشينشيلة)، والمارا (قوارض كبيرة من فصيلة الكابيائية)، والأرانب والقواع (أرنبيات الشكل).[24]
- الأسد الجرابي (أسد جرابي)، كان يمتلك مخالب قابلة للسحب، تمامًا كما تفعل القطط المشيمية (السنوراوات) اليوم.[25]
- الخفافيش الصغيرة، والحيتان المسننة، والزبابيات طوَّرت أنظمة تحديد الموقع بالصدى (echolocation) الشبيهة بالسونار والمستخدمة للتوجيه، وتجنب العوائق، وتحديد مكان الفريسة. أظهرت السلالات الوراثية الحديثة للخفافيش أن الرتبة الفرعية التقليدية للخفافيش التي تحدد الموقع بالصدى ليست فرعًا حيويا حقيقيًا، وبدلاً من ذلك، فإن بعض الخفافيش التي تحدد الموقع بالصدى أكثر ارتباطًا بخفافيش الفاكهة في العالم القديم التي لا تحدد الموقع بالصدى من الأنواع الأخرى التي تحدد الموقع بالصدى. وهذا يعني أن تحديد الموقع بالصدى في سلالتين على الأقل من الخفافيش، الخفافيش الكبيرة والخفافيش الصغيرة قد تطور بشكل مستقل أو فقد في خفافيش الفاكهة في العالم القديم.[26][27]
- يتطلب تحديد الموقع بالصدى في الخفافيش والحيتان سمعًا عالي التردد. يظهر بروتين البريستين، الذي يمنح حساسية سمع عالية في الثدييات، تقاربًا جزيئيًا بين الفئتين الرئيسيتين من الخفافيش التي تحدد الموقع بالصدى، وأيضًا بين الخفافيش والدلافين.[28][29] تظهر جينات السمع الأخرى أيضًا تقاربًا بين الكائنات الحية التي تحدد الموقع بالصدى. كشفت دراسة واسعة النطاق للجينوم عن التقارب نُشرت في عام 2013 حللت 22 جينومًا للثدييات وكشفت أن عشرات الجينات خضعت لنفس الاستبدالات في الخفافيش والحيتانيات التي تحدد الموقع بالصدى، مع تشفير العديد من هذه الجينات للبروتينات التي تعمل في السمع والرؤية.[30][31]
- يمتلك كلاً من الليمور آيآي والأبوسوم المخطط إصبعًا ممتدًا يستخدم لإخراج اللافقاريات من الأشجار. لا توجد نقارات خشب في مدغشقر أو أستراليا حيث تطورت هذه الأنواع، لذلك كان إمداد اللافقاريات في الأشجار كبيرًا.[32]
- يُظهر حيوان كاستوروكاودا، وهو ثديي عاش في العصر الجوراسي، والقنادس، أقدامًا مكففة وذيلًا مسطحًا، لكنهما غير مرتبطة ببعضهما.[33]
- تطورت الذيول القابضة في عدد من الأنواع غير ذات الصلة: أبوسوم الجرابي، وأقاربها الأسترالية، والكنكاج، وقرود العالم الجديد، وآكل النمل الحرشفي الشجرية، وآكلات النمل الشجرية، والنيص، والجرذان، والسقنقورية، والحربائيات، والسمندل (بوليتوجلوسا).[34]
- شكل الخنزير، الرأس الكبير، الأنف الشبيه بالخنزير، والحوافر، تطورت بشكل مستقل في الخنازير الحقيقية في أوراسيا، والبيكارية في أمريكا الجنوبية، وحيوانات الإنتيلودونتات المنقرضة.[34]
- تبدو حيوانات التابير والخنازير متشابهة إلى حد كبير، ولكن التابير من مفردات الأصابع (حافريات فردية الأصابع) بينما الخنازير من مزدوجات الأصابع (حافريات زوجية الأصابع).[35]
- التغذية بالترشيح: طورت الحيتان البالينية مثل الحوت الأحدب والحوت الأزرق (الثدييات)، وسمكة القرش الحوت وسمكة القرش المتشمس بشكل منفصل، وسمكة شيطان البحر، والسمكة العظمية من العصر الميزوزويكي (الليدزيشثيس)، والحيوان اللافقاري من أوائل العصر الباليوزويكي (أيجيروكاسيس أنومالوكاريس) طرقًا منفصلة لتصفية العوالق من المياه البحرية.[36]
- يمتلك خلد الماء أحادي المسلك ما يشبه منقار الطائر (ومن هنا اسمه العلمي أورنيثورينخوس)، ولكنه ثديي. ومع ذلك، فهو لا يشبه منقار الطائر هيكليًا (أو أي "منقار حقيقي" لهذا الأمر)، كونه لحميًا بدلاً من كونه قرنيًا.[37]
- تفتقر خلايا الدم الحمراء في الثدييات إلى نواة الخلية. وبالمقارنة، فإن خلايا الدم الحمراء للفقاريات الأخرى تحتوي على نوى؛ الاستثناءات الوحيدة المعروفة هي السمندل من جنس باتراخوسيبس وأسماك من جنس موروليكوس.[38]
- كلبيات الشكل مثل الظربان والراتونيات في أمريكا الشمالية والجنوبية، وسنوريات الشكل مثل النمس والزباد في آسيا وإفريقيا، تطورت كلتاهما لتملأ مكانة الحيوانات القارتة/آكلة الحشرات الصغيرة إلى المتوسطة في جانبها من العالم. يمكن لبعض أنواع النمس والزباد رش مهاجمها بالمسك المشابه للظربان، كما تطورت بعض أنواع الزباد بشكل مستقل علامات مشابهة للراكون مثل الزباد الإفريقي.[39]
- تعيش دلافين الأنهار، وهي الأنواع الثلاثة التي تعيش حصريًا في المياه العذبة، في أنهار مختلفة: أنهار الغانج وبراهمابوترا في الهند، ونهر اليانغتسي في الصين، ونهر الأمازون. تُظهر تحاليل تسلسل الحمض النووي للميتوكوندريا والحمض النووي النووي أن الأنواع الثلاثة غير مرتبطة.[40]
- تتكون المانغابي من ثلاثة أجناس مختلفة من قرود العالم القديم. يتشابه جنسا منجبي متوج ومنجبي أبيض الحواجب مع بعضهما البعض، وكان يعتقد في السابق أنهما مرتبطان ارتباطًا وثيقًا، لدرجة أن جميع الأنواع كانت في جنس واحد. ومع ذلك، من المعروف الآن أن المنجبي المتوج أكثر ارتباطًا بالبابون، بينما منجبي أبيض الحواجب أكثر ارتباطًا بميمون أبو الهول.[41]
- يستخدم حوت العنبر ومجذافيات الأرجل نفس نظام التحكم في الطفو.[42]
- الومبتيات هو حيوان جرابي غالبًا ما يعتبر المعادل الجرابي للمرموط خنزير الأرض في أمريكا الشمالية.[43][44]
- حيوان الفوسا في مدغشقر يشبه القطة الصغيرة. يمتلك الفوسا مخالب شبه قابلة للسحب. كما أن الفوسا لديه كاحلين مرنين يسمحان له بالصعود والنزول من الأشجار برأسه أولاً، ويدعمان أيضًا القفز من شجرة إلى شجرة. كان تصنيفه مثيرًا للجدل لأن سماته الجسدية تشبه سمات القطط، ولكنه أقرب إلى فصيلة النمسيات أو على الأرجح عائلة آكلات اللحوم الملغاشية (فلنوكيات).[45][46]
- كلب الراكون في آسيا يشبه الراكون في أمريكا الشمالية (ومن هنا اسمه العلمي بروسيونويدس) بسبب قناعه الأسود على الوجه، وبنيته القوية، ومظهره الكثيف، وقدرته على تسلق الأشجار. على الرغم من أوجه التشابه، إلا أنه يصنف فعليًا كجزء من فصيلة الكلاب (كلبيات).
- تطورت القدرة على الانزلاق أو الطيران بشكل مستقل في السناجب الطائرة، والبتروس، والسحالي، وثعبان شجرة الجنة، والضفادع، والنمل المنزلق، والأسماك الطائرة، وحيوان فولاتيوثيريوم القديم الذي عاش في العصر الجوراسي كان يشبه السنجاب الطائر، لكنه ليس سلفًا للسناجب.[47][48]
- فصيلة أمينودونتيداي، وهي فصيلة من الكركدنيات المنقرضة، يعتقد أنها كانت تشبه في شكلها وسلوكها أفراس النهر القرفصاء والمائية.[49][49]
- الرؤية ثلاثية الألوان، وهي رؤية زرقاء وخضراء وحمراء منفصلة، توجد فقط في عدد قليل من الثدييات وظهرت بشكل مستقل في البشر، وقرود العالم القديم، وقرود العواء في العالم الجديد، وعدد قليل من الجرابيات الأسترالية.[50][51]
- تطورت المعدة الأمامية المجترة بشكل مستقل في: طائر الهزان وكسلان الشجر في الأمازون، والمزدوجات الأصابع المجترة (الغزلان، الماشية)، وقرود الكولبساوية في العالم القديم وبعض حيوانات الكنغريات.[52][53]
- تطورت قدرة استخلاص الماء الأيضي، أي الحصول على الماء عن طريق حرق الدهون في حيوانات الصحراء الجافة (زيروكل) وغيرها بشكل مستقل في: الجمل، جرذ الكنغر، والطيور المهاجرة التي يجب أن تعتمد حصريًا على إنتاج الماء الأيضي أثناء رحلاتها بدون توقف وأكثر من ذلك.[54][55][56][57]
- فصيلة أخدوديات الأسنان، وهي فصيلة من الثدييات المنقرضة ذات صلة بالمدرعات، كان لديها درع يشبه إلى حد كبير السلاحف البرية أو المائية. طورت آكلات النمل الحرشفي بشكل تقاربي نفس الميزات.
- يُظهر حيوان ميغالادابيس، وهو جنس من الليمور المنقرض، تشابهاً كبيراً مع الإندري أو الكوالا (ومن هنا لقبه "ليمور الكوالا") بسبب بنيته القوية الشبيهة بالدب، وذيله القصير المتراكم، وأذنيه المفترضتين ذات الخصل.
- فصيلة باليوبروبيتيسيداي، وهي فصيلة من الليمور المنقرضة، والتي على الأرجح ترتبط بفصيلة إندرية بسبب مورفولوجيتها، لديها العديد من أوجه التشابه مع الكسلان بسبب مظهرها وسلوكها، مثل الأذرع الطويلة، والأصابع المعقوفة، والحركة البطيئة، مما منحها لقب "ليمور الكسلان".
- فصيلة ليموريات قديمة، وهي فصيلة أخرى من الليمور المنقرضة، والتي على الأرجح ترتبط أيضًا بفصيلة إندرية، لديها العديد من أوجه التشابه مع البابون والقردة الأخرى بسبب خطط أجسامها، التي تكيفت مع نمط الحياة الشجري والأرضي، مما منحها لقب "ليمور القرد" أو "ليمور البابون".
- تبدو ثعالب أمريكا الجنوبية كالثعالب الحقيقية، على الرغم من كونها جنسًا فريدًا من الكلبيات وأكثر ارتباطًا بالذئاب وابن آوى.[58]
- تُظهر الحيتان فرط الأصابع - زيادة في عدد السلاميات بما يتجاوز ثلاث سلاميات لكل إصبع. تشترك الحيتان في هذه السمة مع الزواحف البحرية المنقرضة، ولكنها غير موجودة في الثدييات البحرية الحالية.[59]
- تطور شكل متطرف جدًا من فرط الأصابع، بستة أو أكثر من السلاميات لكل إصبع، بشكل تقاربي في الهراكلة والدلافين المحيطية، وربما كان مرتبطًا بموجة أخرى من الإشارات داخل الأنسجة بين الأصابع.[60]
- حيوان بالوركيستس، وهو جنس من فصيلة الجرابيات المنقرضة بالوركيستيدي، والتي ترتبط ارتباطًا وثيقًا بالومبتيات والكوالا في الرتبة الفرعية ومبتيات الشكل، أطلق عليه لقب "التابير الجرابي" بسبب شكل عظام الأنف للحيوان، والتي كان يُفترض أنها تمتلك خرطومًا قصيرًا، مثل تلك الموجودة في التابير المشيمي اليوم.[61]
- تتشابه النموس بشكل لافت مع العديد من فصائل ابن عرس، لكنها تنتمي إلى رتبة فرعية مختلفة تمامًا - وهي سنوريات الشكل (جميع تلك آكلات اللحوم التي لها أصول أحدث مع القطط) وليس كلبيات الشكل (تلك التي لها أصول أحدث مع الكلاب). ولأن النموس وفصائل ابن عرس تشغل مواطن بيئية متشابهة، فقد أدى ذلك إلى تشابه في الشكل والسلوك.[62]
- على الرغم من كونهما من فصائل مختلفة، يُطلق على كل من الباندا العملاق (الدب) والباندا الأحمر (أيلوريدي) اسم "باندا" ليس فقط بسبب نمط فرائهما، ولكن لأنهما يمتلكان إبهامًا كاذبًا وقد تكيّفا على نظام غذائي متخصص من الخيزران على الرغم من امتلاكهما جهازًا هضميًا لآكل لحوم (ومن هنا رتبة لواحم).
- غالبًا ما يُطلق على لانابيات (التي سميت نسبةً إلى النتوءات المتعددة على "أضراسها") اسم "قوارض الميزوزويك"، وذلك بسبب مظاهرها وسماتها وخصائصها.
- بشكل عام، فإن حيوانات الأبوسوم الجرابية، وأبوسوم فرشائي الذيل، وأقاربها الوثيقون (فلنجريات)، أكثر برية من الأعضاء الآخرين في رتبة بوسوم الفرعية، وتشبه الرئيسيات الأرضية في بعض الجوانب، خاصة الليمور في مدغشقر، وهي حيوانات بدائية الرئيسيات (قرود بدائية).[63][64]
- وثقت كل من فوق رتبة الثدييات المشيمية فوق رئيسيات والجرابيات ثنائيات الأسنان الأمامية بامتلاكها الزائدة الدودية.[65]
- كان حيوان ثواثيريوم يمتلك حافرًا واحدًا مشابهًا لحافر الحصان، بل ووُصف بأنه "حصان زائف".[66][67]

### الزواحف ما قبل التاريخ
- تشبه الشعيرات الليفية في التيروصورات شعر الثدييات إلى حد كبير، ولكن يُعتقد أنها تطورت بشكل مستقل.[68]
- كانت ديناصورات طيريات الورك (ذات الورك الشبيه بالطيور) تمتلك شكل حوض مشابه لشكل حوض الطيور، أو الديناصورات الطيرية، التي تطورت من ديناصورات سحليات الورك (ذات الورك الشبيه بالسحالي).[69]
- طورت فصيلة هيترودونتوصوريات عظم الساق والكاحل الذي يوجد أيضًا في الطيور الحديثة. هذه المجموعات ليست مرتبطة ارتباطًا وثيقًا.[70]
- امتلكت كل من الأنكيلوصوريات والثدييات أخدوديات الأسنان ذيولًا شائكة.[71]
- تطورت الرقاب الطويلة بشكل مستقل في سحليات الأرجل والزرافات.[72]
- تطورت الخطوم القرنية لديناصورات مثيلات قرنيات الوجه مثل الترايسيراتوبس أيضًا عدة مرات في ثدييات حقبة الحياة الحديثة: الكركدنيات، والبرونتوثيريات، وأرسينويثيريوم، ويوينتاثريوم.[73]
- تشبه أسنان الرينكوصورات (العظائيات المنقارية) أسنان القوارض الموجودة حاليًا.
- تتقارب الخطوم المنقارية في الديناصورات ذات المنقار البط، الهادروصوريات، بشكل مدهش مع البط وخلد الماء ذي المنقار البط.[74]
- الإكتيوصورات (مثل العظاءة كبيرة العيون)[75] هي زواحف بحرية من العصر الميزوزويكي تشبه بشكل لافت الدلافين. طورت عدة مجموعات من الزواحف البحرية فرط الأصابع مشابهًا للحيتان الحديثة.[76]
- اشتقت المناقير عديمة الأسنان بشكل مستقل في ديناصورات عظائيات محاكية الطيور، وعظايات ألفاريز، وعظائيات حاصدة، وعظائيات سارقة البيض، وديناصورات مثيلات قرنيات الوجه مثل الترايسيراتوبس، وبعض التيروصورات، والطيور، والسلاحف، ورأسيات الأرجل مثل السبيدج، والحبار، والأخطبوط.[77]
- أظهرت البليكوصور والكتينوصوريسيدات تشابهًا لافتًا لبعضهما البعض لأنهما كانا يمتلكان زعنفة تشبه الشراع على ظهورهما. البليكوصورات هي حيوانات مندمجات الأقواس (أكثر ارتباطًا بالثدييات) بينما الكتينوصوريسيدات هي أركوصورات (ترتبط ارتباطًا وثيقًا بالتماسيح، والزواحف المجنحة، والديناصورات). كما امتلكت السبينوصوريات زعانف شبيهة بالشراع على ظهورها، على الرغم من أنها لم تكن مرتبطة ارتباطًا وثيقًا بأي منهما.[78][78]
  - كما امتلكت الأكروكانثوصور والأوراناسورس، وهما غير مرتبطين بأي من البليكوصورات، أو الكتينوصوريسيدات، أو السبينوصوريات، أشواكًا متشابهة، ولكن أكثر سمكًا، على فقراتهما.
- كانت حيوانات النواصور، والباريونيكس، والميجارابتور، وجميعها غير مرتبطة، تمتلك مخلب يد كبير كان يعتقد في الأصل أنه يوضع على القدم، كما في الدرومايوصوريات. يوجد مخلب معدل بشكل مشابه (أو في هذه الحالة، إصبع) على يد الإغواندون.[79]
- كانت الأورنيثوبودات (طيريات الأرجل) تمتلك أقدامًا ومناقيرًا تشبه أقدام الطيور ومناقيرها، لكنها لا ترتبط بها إلا بصلة بعيدة.[80]
- تطورت ثلاث مجموعات من الديناصورات، التيرانوصورات، والأورنيثوميموصورات (عظائيات محاكية الطيور)، والترودونتيدات، جميعها عظم رسغ الكاحل المقوس، بشكل مستقل.[81]
- بعض حيوانات البلاكودونت (لوحيات الأسنان) (مثل السيامودوس، وبسيفوديرما، والهينودوس، وخاصة البلاكوشيليس) تشبه بشكل لافت السلاحف البحرية (والسلاحف بشكل عام) من حيث الحجم، والصدفة، والمنقار، والفكين الخاليين من الأسنان غالبًا، والأطراف الشبيهة بالمجاديف، وربما تكيفات أخرى لنمط الحياة المائية.[82]
- أظهرت الديناصورات العاشبة تطورًا تقاربيًا نحو إحدى استراتيجيتين للتغذية، إحداهما تشبه العاشبة الثديية (تركز على التشكل المتخصص في المضغ، حيث تقوم الجمجمة بالحصول على الطعام ومعالجته) واستراتيجية أخرى مماثلة للعاشبة في الطيور والزواحف (تركز على أمعاء متخصصة كما في قانصة الطيور، حيث تستخدم الجمجمة فقط للحصول على الطعام بدلاً من معالجته).[83]

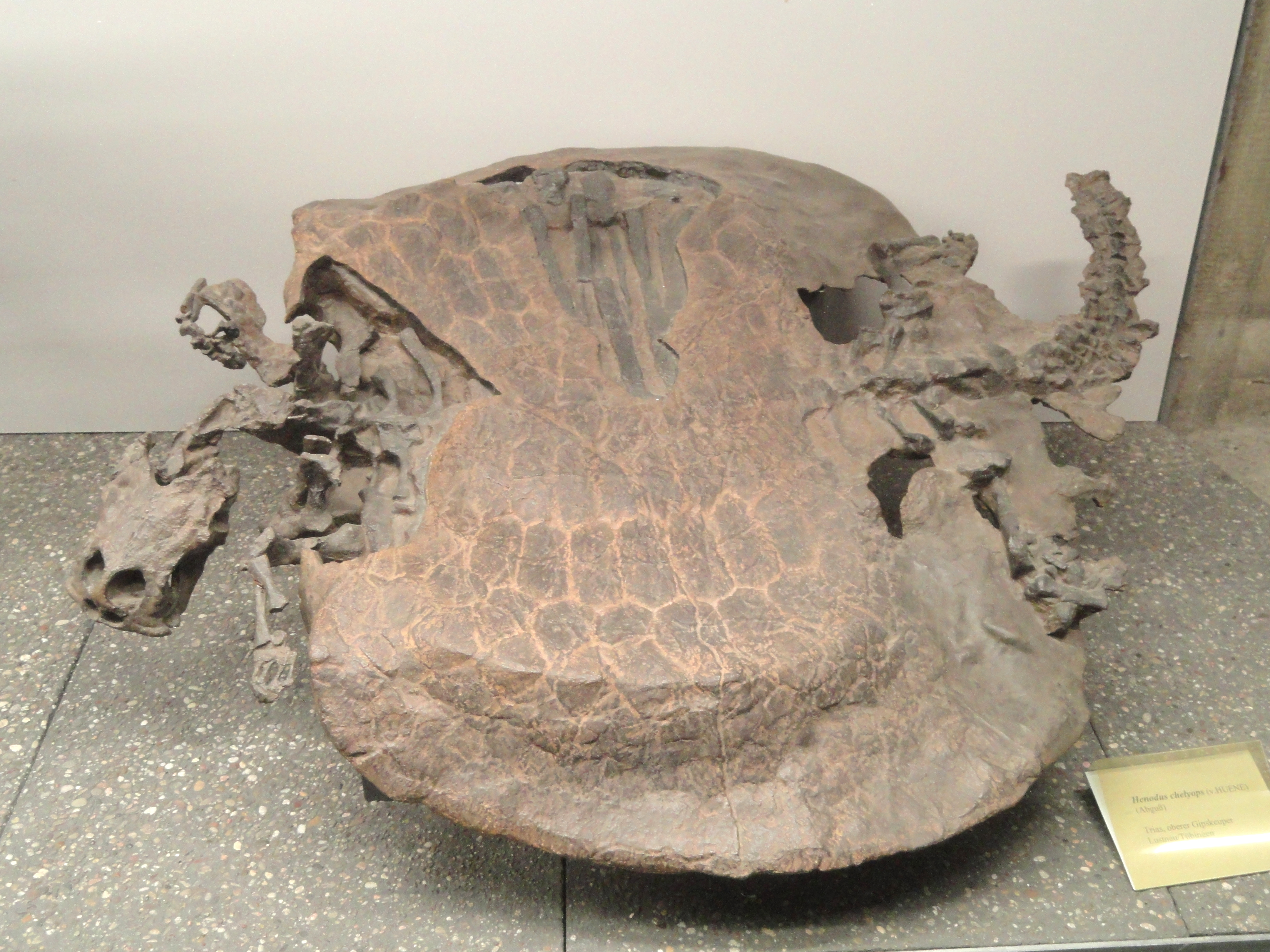
هينودوس تشيليوبس (العصر الثلاثي المتأخر)، وهو نوع من لوحيات الأسنان.
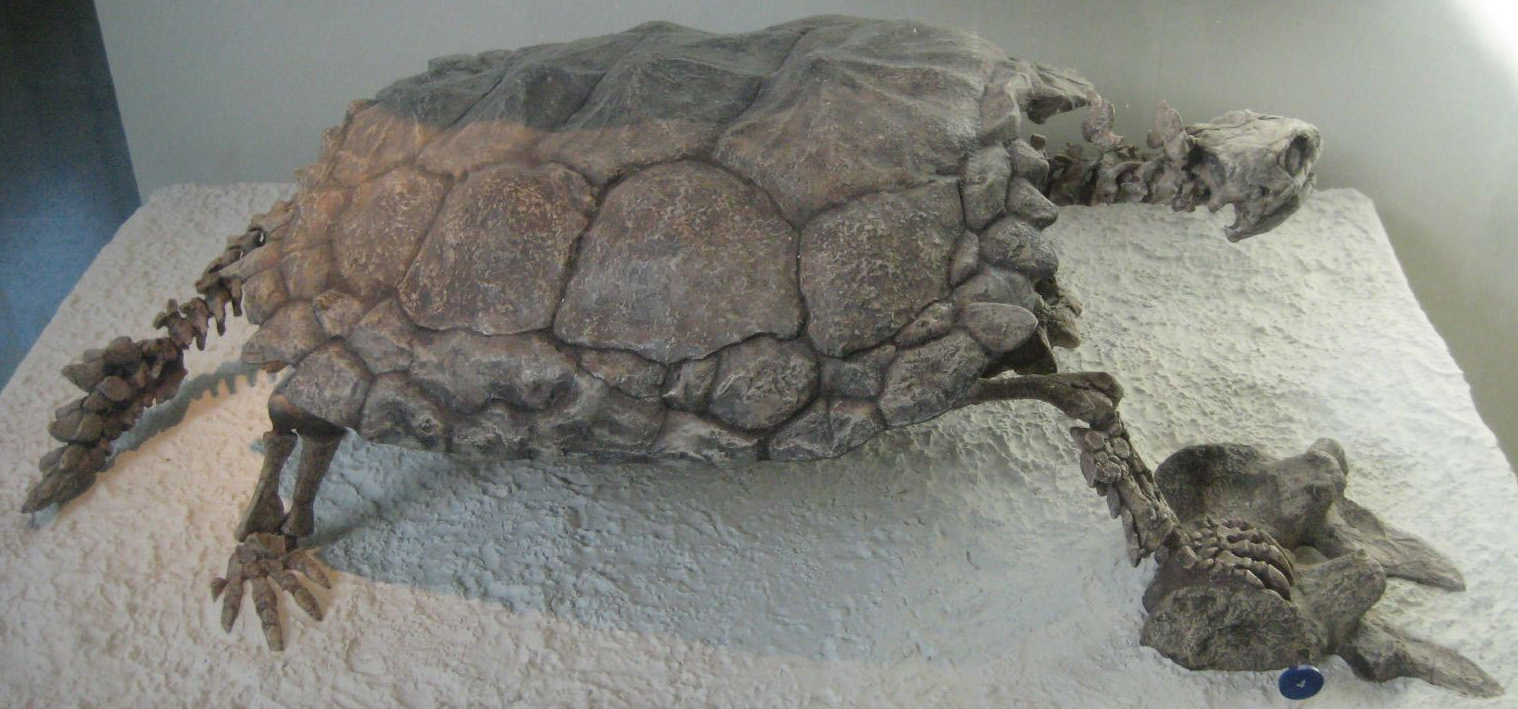
السلحفاة المبكرة (العصر الثلاثي المتأخر)، سلحفاة.

### الزواحف الحالية
- سحلية الشيطان الشائكة (مولوك هوريدوس) تشبه سحلية قرنية تكساس (فرينوسوما كورنوتوم) في نظامها الغذائي وأنماط نشاطها، على الرغم من أن النوعين لا يرتبطان ارتباطًا وثيقًا بشكل خاص.[84]
- تشبه جماجم السحالي الدودية وأشباهها بشكل وثيق جماجم الضفادع الثعبانية والثدييات.
- تشبه التماسيح الحديثة الزواحف الفيتوصورية المنقرضة، ومفصولات الرقاب، وبعض برمائيات تيهيات الأسنان، وربما حتى الحوت المبكر أمبولوسيتوس. التشابه بين التماسيح والفيتوصورات على وجه الخصوص مدهش للغاية؛ حتى لدرجة تطور التدرج بين الأشكال ذات الخطم الضيق والواسع، بسبب الاختلافات في النظام الغذائي بين الأنواع المعينة في كلا المجموعتين.[85]
- أفاعي الموت تشبه بشدة الأفاعي الحقيقية (أفعويات)، لكنها من فصيلة الأفاعي السامة (أماميات الأخاديد).[86]
- تطورت السحالي عديمة الأرجل عدة مرات بشكل مستقل، بما في ذلك الثعابين، وهي أيضًا حرشفيات عديمة الأرجل تقع ضمن السحالي ذات الأرجل. تشمل الأمثلة الرئيسية للسحالي عديمة الأرجل غير ذات الصلة السحالي الزجاجية (فصيلة البدغيات، ذات صلة بسحالي التمساح ذات الأرجل) والسحالي ذات الأقدام المتقطعة (فصيلة سحالي عديمة السيقان، ذات صلة بالوزغ)، والتي قد يخطئ كل منها بالثعابين.[87][88]
- تقاربت سحالي التيجو الكبيرة في أمريكا الجنوبية في الشكل والبيئة مع سحالي الورل، التي لا توجد في الأمريكتين.[89]
- سحالي الإصبعيات، مع تجمعات سكانية في جزر معزولة، هي واحدة من أفضل الأمثلة على كل من التشعب التكيفي والتطور التقاربي. تتطور الإصبعيات على جزيرة معينة إلى أنواع جسم متعددة وتفضيلات بيئية، وتظهر نفس المجموعة من أنواع الجسم في أنواع غير مرتبطة عبر جزر بعيدة.[90]
- ثعبان البحر الآسيوي المنهدرة المتشققة (ثعبان البحر ذو المنقار) يشبه تمامًا ثعبان البحر الأسترالي المنهدرة الزويفلية، ولكنه في الواقع غير مرتبط به.[91]
- بواء الشجر الزمردية وأصلة الشجر الخضراء ينتميان إلى فصيلتين مختلفتين (البوائيات والأصليات)، ومع ذلك فهما متشابهان جدًا في المظهر والبيئة.[92]

### الطيور
- طيور الغرب وأشباهها من العصر الطباشيري كانت تشبه إلى حد كبير بط الغطس الحديث، والغواصات، والغطاسيات. كانت طيور الغرب وأشباهها تمتلك نفس الأقدام ذات الفصوص مثل الغطاسيات، مع أرجل خلفية بعيدة جدًا، وعلى الأرجح لم تكن تستطيع المشي على اليابسة.[93][94]
- الأوك الصغير في شمال الأطلسي (إفجيجيات) وطيور النوء الغاطسة في المحيطات الجنوبية (النوئيات) متشابهة بشكل ملحوظ في المظهر والعادات.[95]
- عقعق أوراسيا هو من فصيلة الغرابيات بينما العقعق الأسترالي هو من فصيلة أرتاميد.[96]
- تطورت طيور البطريق في نصف الكرة الجنوبي بشكل مشابه لطيور الأوك الغاطسة عديمة الطيران التي تدفع نفسها بأجنحتها في نصف الكرة الشمالي: طائر الأوك الكبير الأطلسي وطيور المانكالينات الهادئة.[97]
- النسور هي نتيجة التطور التقاربي: كلا نسور العالم القديم ونسور العالم الجديد تأكل الجيف، لكن نسور العالم القديم تنتمي إلى فصيلة النسور والصقور (البازية) وتستخدم بشكل أساسي البصر لاكتشاف الطعام؛ أما نسور العالم الجديد فهي ذات أصول غامضة، وبعضها يستخدم حاسة الشم وكذلك البصر في الصيد. طيور كلتا الفصيلتين كبيرة جدًا، تبحث عن الطعام بالتحليق، تدور فوق الجيف المرئية، تتجمع في الأشجار، ولها رؤوس وأعناق غير مغطاة بالريش.[98]

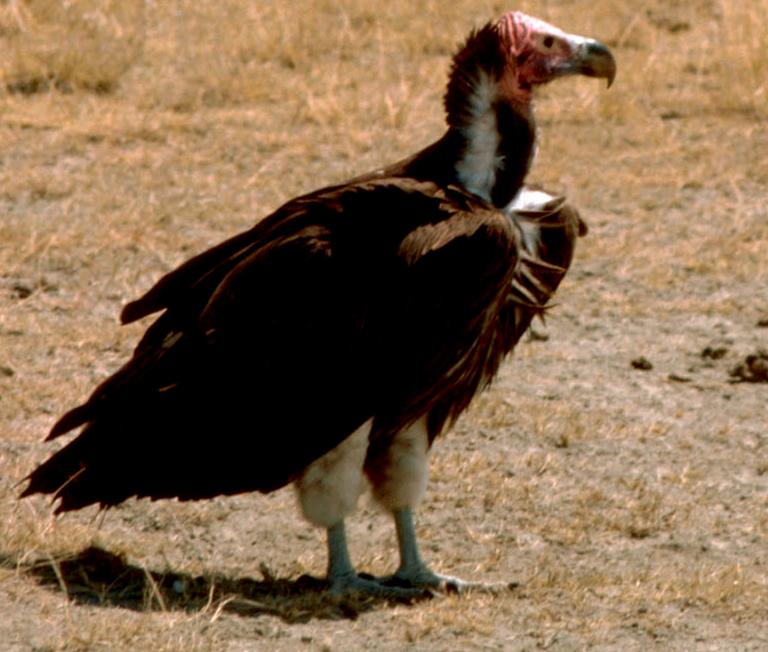
نسر أذون، نسر من العالم القديم.
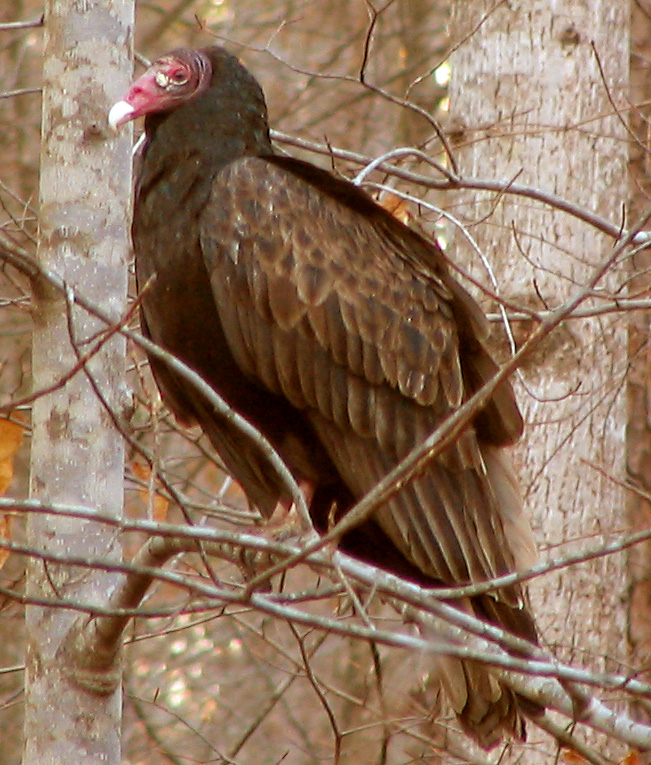
نسر الرومي، نسر العالم الجديد.
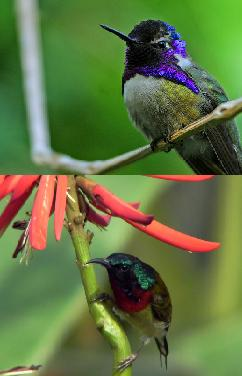
طائر الطنان، طائر من العالم الجديد، مع طائر التميريات، طائر من العالم القديم.

- طيور الطنان تشبه طيور التميريات. الأولى تعيش في الأمريكتين وتنتمي إلى رتبة أو فوق رتبة تشمل السمامية، بينما الأخيرة تعيش في إفريقيا وآسيا وهي فصيلة في رتبة الجواثم. كما أن آكلات العسل الهاوائية (طائر هاواي الباحث عن العسل) التي تتغذى على الرحيق تشبه النوعين وتختلف عن غيرها من آكلات العسل.[99][100]
- تطور فقدان القدرة على الطيران في العديد من الطيور المختلفة بشكل مستقل. ومع ذلك، وبشكل أكثر تطرفًا، تطورت جميع "طيور الرعب"، وطيور غاستورنيثيفورمز، والركاضة (جميعها منقرضة) إلى نفس شكل الجسم (فقدان القدرة على الطيران، أرجل طويلة، أعناق طويلة، رؤوس كبيرة)، ومع ذلك لم يكن أي منها مرتبطًا ارتباطًا وثيقًا. كما أنها تشترك في سمة كونها طيورًا عملاقة، عديمة الطيران، ذات أجنحة أثرية، وأرجل طويلة، وأعناق طويلة مع طيور الرواكض، على الرغم من أنها غير مرتبطة.[101][102]
- بعض طيور الرهدل وطيور الميدولارك (قبرة المروج) لديها نفس نمط الريش اللافت للنظر. تسكن الأولى إفريقيا والأخيرة الأمريكتين، وينتميان إلى سلالات مختلفة من عصفوروسات. بينما هما متشابهان بيئيًا تمامًا، لا يوجد تفسير مُرضٍ للريش المتقارب؛ يُفسر ذلك على أفضل وجه بالصدفة المحضة.[103]
- التشابه بين طيور السمامية والسنونو يرجع إلى التطور التقاربي. حُددت سمامة المداخن في الأصل على أنه سنونو مدخني (هيروندو بيلاجيكا) بواسطة كارل لينيوس في عام 1758، قبل أن ينتقل إلى جنس السمامية شيتورا بواسطة جيمس فرانسيس ستيفنز في عام 1825.[104]
- نقار الخشب الناعم ونقار الخشب المشعر يبدوان متطابقين تقريبًا، وكذلك بعض أنواع الكريسوكولابتس والدينوبيوم ذات الظهر الناري، ونقار الخشب البني الدخاني وبعض أنواع فينيليورنيس، وأنواع أخرى من فينيليورنيس وأنواع معينة من "النقاب" والبيكولوس. في كلتا الحالتين، لا ترتبط الأنواع المتشابهة بصلة قرابة وثيقة بشكل خاص.[105]
- العديد من طيور أستراليا، مثل طيور النمنمة وأبو الحناء الأسترالي، تشبه طيور نصف الكرة الشمالي ولكنها غير مرتبطة بها.[106]
- طورت طيور الزيت الكاريبي مثل الخفافيش الصغيرة والحيتان المسننة أنظمة تحديد الموقع بالصدى الشبيهة بالسونار المستخدمة لتحديد مكان الفريسة.[107]
- بنية الدماغ، الدماغ الأمامي، في طيور الطنان، والطيور المغردة، والببغاوات المسؤولة عن التعلم الصوتي (وليس بالغريزة) متشابهة جدًا. هذه الأنواع من الطيور ليست مرتبطة ارتباطًا وثيقًا.[108]
- تشبه طيور القنزعية وطيور الكاتب بشكل كبير ديناصورات الدرومايوصوريات والترودونتيدات القديمة. كلاهما طور مخلبًا قابلاً للسحب على شكل منجل في الإصبع الثاني من كل قدم، وكلاهما يمتلك ريشًا، وكلاهما متشابه جدًا في مظهرهما الجسدي العام ونمط حياتهما.[109]
- يمكن للطيور المهاجرة، مثل سمنة سوانسون، أن تنام بنصف دماغها بينما النصف الآخر مستيقظ. يمكن للدلافين، والحيتان، وخروف البحر الأمازوني، وزعنفيات الأقدام أن تفعل الشيء نفسه. تسمى هذه الظاهرة "النوم نصف الدماغي الاحادي بطئ الموجة".[110]
- متطفلات الأعشاش، أي التي تضع البيض في أعشاش طيور من أنواع أخرى، تحدث في أنواع من الطيور غير مرتبطة ارتباطًا وثيقًا.[111]
- النغبوقيات من رتبة الإفجيجيات تشبه بشكل وثيق السمان من رتبة الدجاجيات.
- طيور الترار وطيور دجاج الأدغال لها ريش ذيل متشابه لكنها طورتها بشكل مستقل.

### الأسماك
- تطورت الحيوانات المائية التي تسبح باستخدام زعنفة ممدودة على طول الظهر، أو البطن، أو في أزواج على حوافها الجانبية (مثل سمكة المجداف، سكينيات الشكل، ورأسيات الأرجل) إلى نفس نسبة السعة إلى طول موجة تموج الزعنفة لتحقيق أقصى سرعة، وهي 20:1.[112]
- تُظهر سمكة نطاط الطين عددًا من التكيفات مع نمط الحياة شبه البري التي تُعزى عادةً أيضًا إلى أشباه رباعيات الأطراف الديفونية مثل تيكتاليك: تنفس هواء السطح، وجود عيون موضوعة في الجزء العلوي من الرأس، والوقوف والتحرك على اليابسة باستخدام الزعانف القوية. تشبه سمكة البلينيس القافزة في المحيط الهادئ أيضًا نطاط الطين على الرغم من أنها غير مرتبطة به.[113]

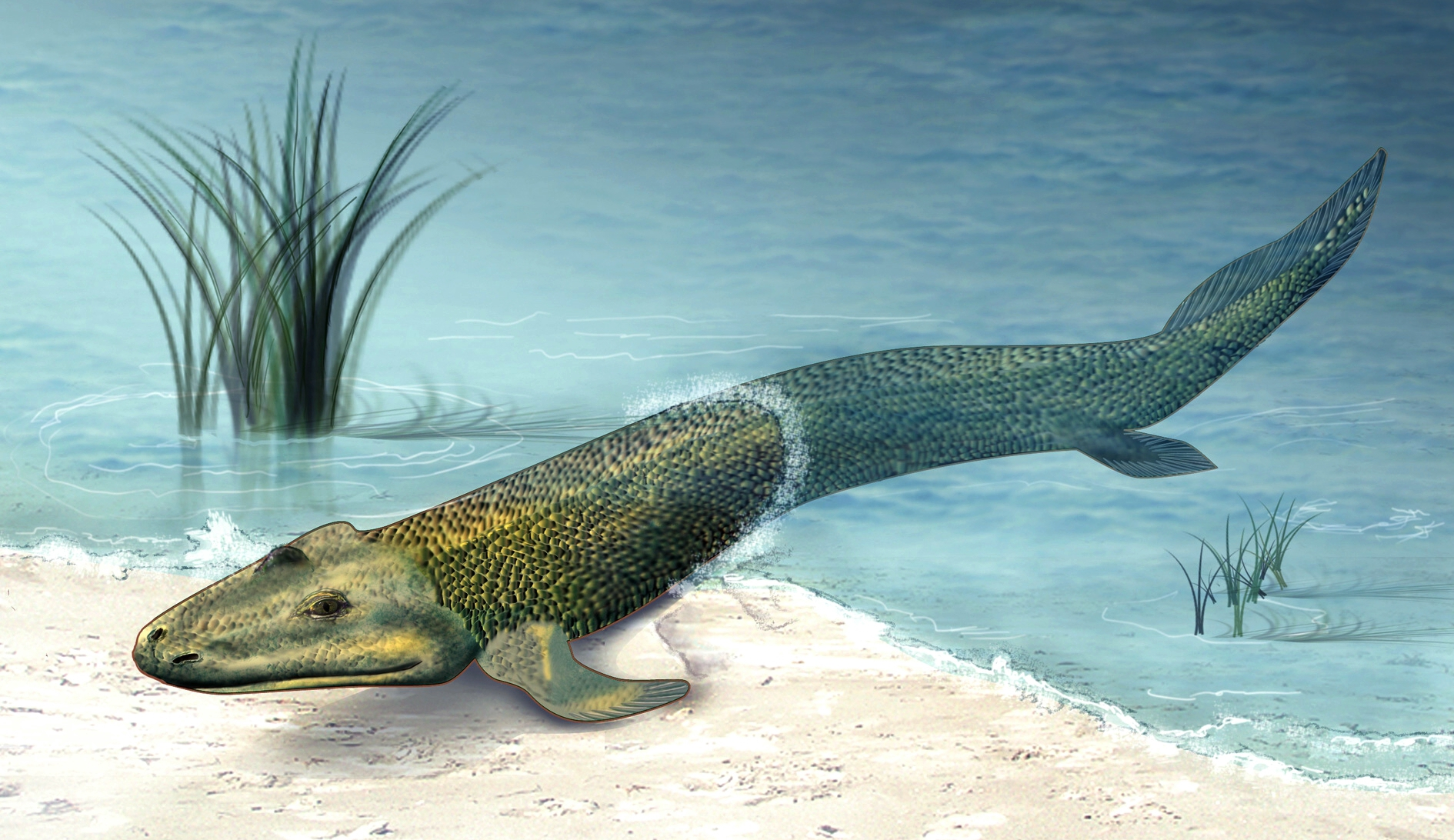
تيكتاليك روزاي - تفسير فني. يقترح نيل شوبين أن الحيوان يمكن أن يقف على زعانفه للمغامرة بالصعود إلى اليابسة، على الرغم من أن العديد من علماء الحفريات يرفضون هذه الفكرة باعتبارها قديمة.
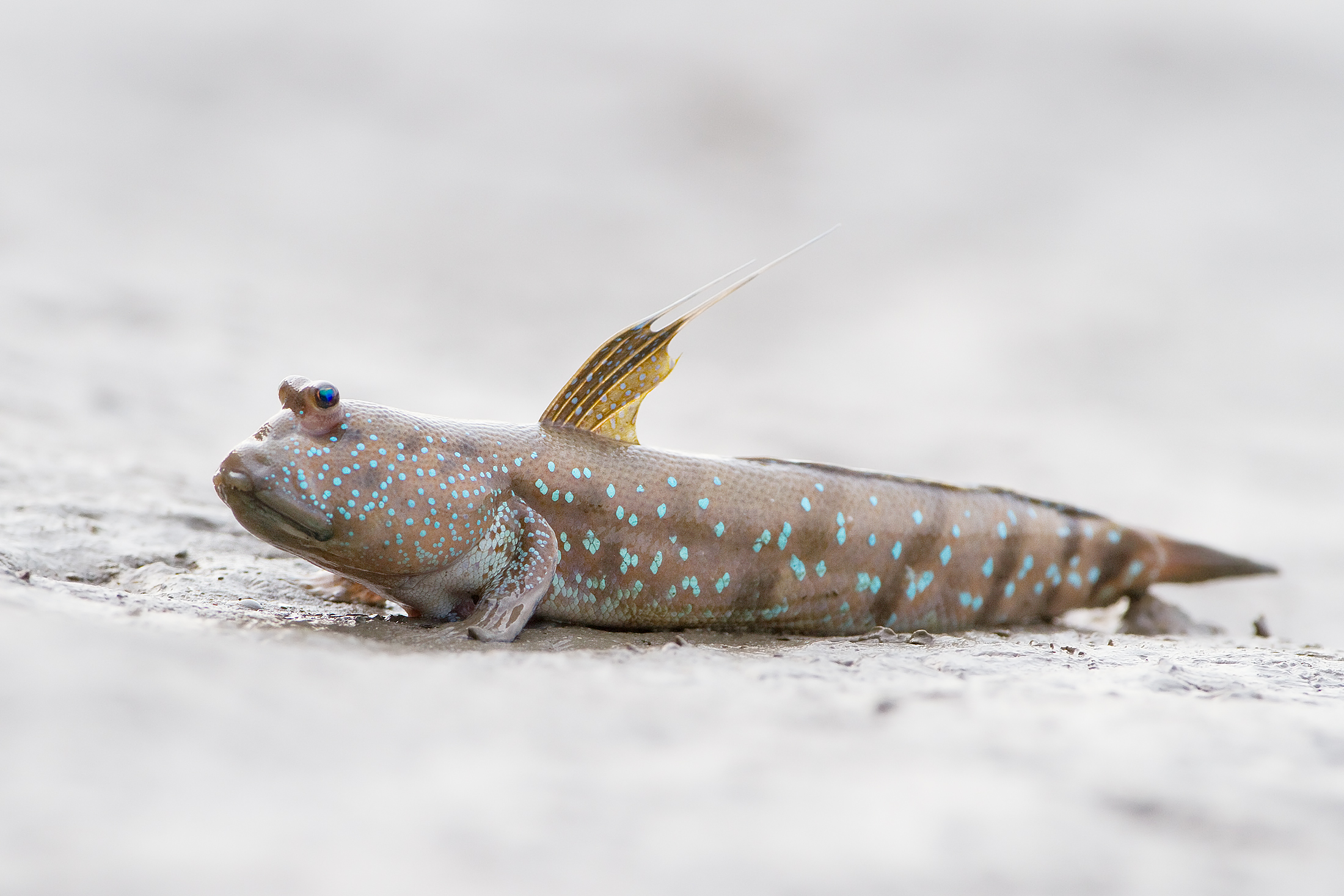
بو ليفتالموس بودارتي - وهو نطاط طين يعتقد أنه يشترك في بعض الميزات مع مسقفيات مأمولة المنقرضة من حيث التكيفات مع الموائل الأرضية.
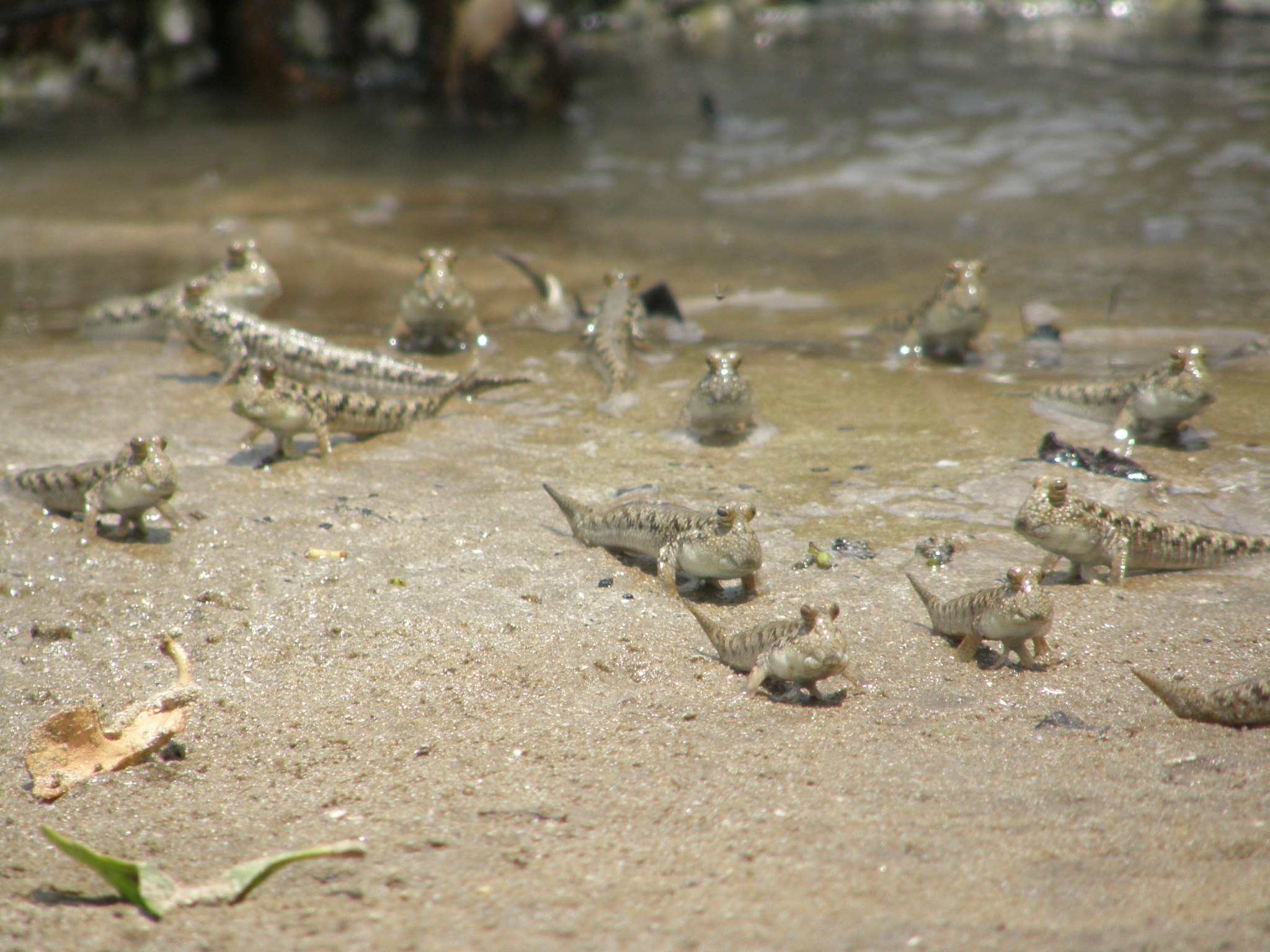
مجموعة من نطاط الطين تصعد إلى الشاطئ - تستخدم زعانفها الصدرية للوقوف والتحرك على اليابسة. يعتقد بعض العلماء أن تيكتاليك تصرفت بالمثل.

- سمك القوبيونية ذو زعانف ظهرية مثل سمكة الشحظاريات، ومع ذلك فهما غير مرتبطين.
- انقرضت أسماك الرينانيد قبل أكثر من 200 مليون سنة من تطور أول أسماك الرقيطة، ومع ذلك فإنهما تشتركان في مظهر متشابه تمامًا.
- أسماك الرماليات والحربائيات لها حركات عيون مستقلة وتركيز باستخدام القرنية.[114]
- سمك الجراحيات والمبونا كلاهما أسماك عدوانية زاهية الألوان تتغذى بشكل رئيسي على الطحالب المتنامية، على الرغم من أن الأولى توجد فقط في البيئات البحرية، بينما توجد الأخيرة فقط في بحيرة ملاوي العذبة.
- تشبه أسماك بلطية في أمريكا الجنوبية وأسماك الشمس في أمريكا الشمالية بشكل لافت في الشكل، والبيئة، والسلوك.[115]
- سمكة الطاؤوس وسمكة قاروس الفم الكبير مثالان ممتازين. السمكتان غير مرتبطتين، ومع ذلك فهما متشابهتان جدًا. الطاؤوس موطنه الأصلي أمريكا الجنوبية وهو من جنس الطاؤوس. بينما قاروس الفم الكبير موطنه الأصلي ولايات جنوب الولايات المتحدة وهو من أسماك الشمس. من المؤكد أنه وُصفت أمثلة أخرى (ولكن انظر النتائج المستندة إلى بيانات الحمض النووي).[116][117]
- بروتين مضاد للتجمد في الأسماك في القطب الشمالي والقطب الجنوبي، تطور بشكل مستقل.[118] تطورت بروتينات AFGP بشكل منفصل في أسماك الجليد القدية وسمك القد الشمالي. في أسماك الجليد القدية، نشأ جين AFGP من جين بروتييز السيرين شبيه بمولد التربسين الأبوي.[119]
- سمك رعاش: تطورت الأعضاء الكهربائية والأنظمة الكهرومستقبلة بشكل مستقل في أسماك سكينيات الشكل في أمريكا الجنوبية وأسماك قنومية الأفريقية.[120]
- شكل الأنقليس مستقل في جلكيات جدول أمريكا الشمالية، والأناقليس المدارية الجديدة، وأنقليس الشوك الأفريقي.[121]
- تحركت أسماك أبو شوكة بشكل متكرر بين البيئات البحرية والمياه العذبة، مع تطور تقاربي واسع الانتشار للتكيف وإعادة التكيف مع هذه البيئات في أنواع مختلفة.[122]
- يمكن للأسماك الطائرة أن تطير لمسافة تصل إلى 400 متر (1300 قدم) بسرعات تزيد عن 70 كيلومترًا في الساعة (43 ميلًا في الساعة) على ارتفاع أقصى يزيد عن 6 أمتار (20 قدمًا)، تمامًا مثل الطيور والخفافيش وغيرها من الحيوانات المنزلقة.[123]
- كانت الأسماك المنقرضة من فصيلة ثوراكوبتيريداي، مثل ثوراكوبتيروس أو بوتانيكثيس، تشبه الأسماك الطائرة الحديثة (قدرة الانزلاق بفضل زوج كبير من الزعانف الصدرية وزعنفة ذيل متشعبة بعمق) والتي لا تعتبر، مع ذلك، من سلالتها.[124]
- سمكة الراس المنظفة (لابرويدس ديميدياتوس) في المحيط الهندي هي سمكة صغيرة، ذات خطوط طولية سوداء وزرقاء فاتحة، وهي سمكة منظفة، تمامًا مثل سمكة الجوبي المنظفة نيون جوبي في المحيط الأطلسي الغربي.[125]
- أسماك جنس ستيلوفثالموس، التي ألغي تصنيفها الآن، ترتبط بصلة بعيدة فقط، ولكن يرقاتها (فمويات الشكل وفانوسيات الأنوف) طورت عيونًا متشابهة ذات سيقان.[126]
- أسماك القوبعيات المنشارية (مجموعة من أسماك الشفنينيات ذات الصلة بقيثارات البحر)، وأسماك قرش المنشار غير ذات الصلة (مجموعة من أسماك القرش)، وأسماك المنشار المنقرضة (مجموعة أخرى من أسماك الشفنينيات ذات الصلة بأسماك الورنكية) كلها طورت بشكل تقاربي منقارًا يشبه المنشار مع أسنان مستعرضة حادة للصيد. سُميت هذه العملية التطورية بـ "البرستفيكاشن".[127][128]
- التمويه تحت الماء موجود بشكل مستقل في العديد من الأسماك مثل: تنين البحر المورق (جزء كبير من جسمه للتمويه فقط)، حصان البحر القزم، سمكة العقرب الورقية، سمكة المفلطحة، سمكة المفلطحة الطاووسية. بعضها لديه تمويه نشط يتغير حسب الحاجة.[129]
- عين التشتيت، العديد من الأسماك لديها بقعة على الذيل لخداع الحيوانات المفترسة والفريسة المحتملة؛ كلاهما غير متأكد من أي اتجاه هو الأمام، أو اتجاه الحركة.[130]
- الخياشيم تظهر في الأسماك غير ذات الصلة، وبعض البرمائيات، وبعض القشريات، والحشرات المائية، وبعض الرخويات، مثل حلزون المياه العذبة، والحبار، والأخطبوط.[131]

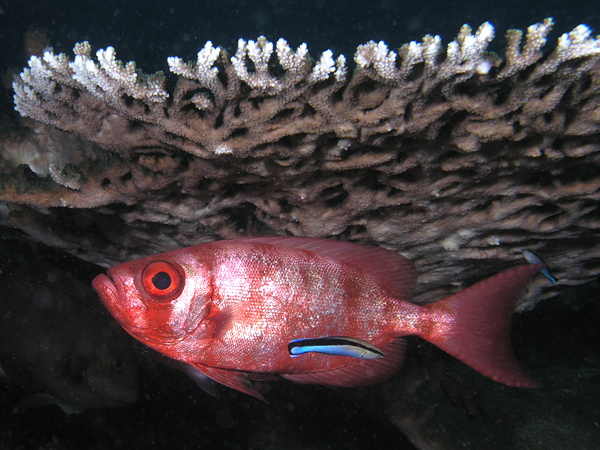
سمكة الراس المنظفة لابرويدس ديميدياتوس تنظف سمكة سنجاب كبيرة العين.
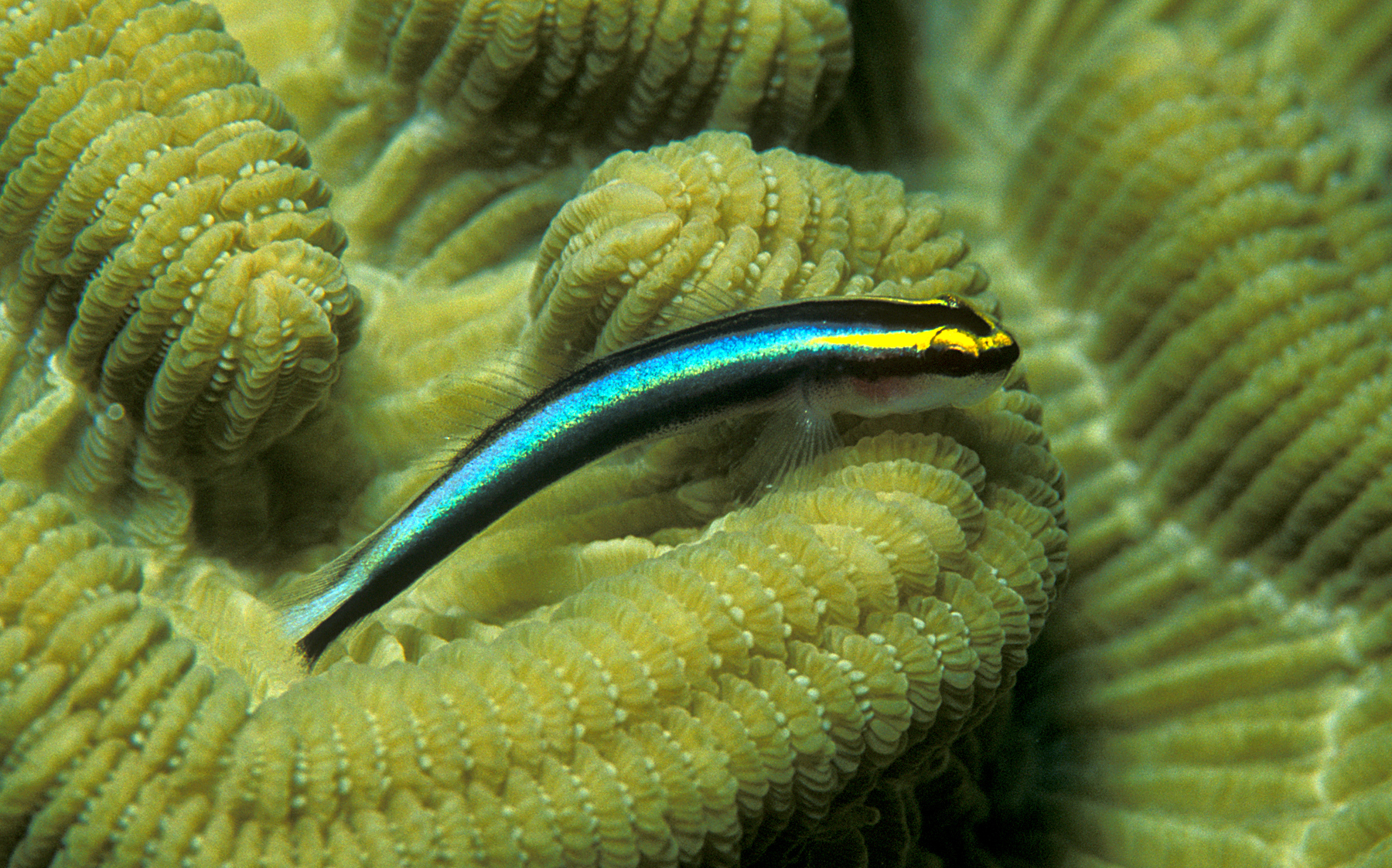
سمكة الجوبي الكاريبي المنظفة نيون جوبي.

### البرمائيات
- السمندر عديم الرئة والحرباء طوّرا لسانًا يشبه الرمح لاصطياد الحشرات.[132]
- ضفدع السهم السام المداري الجديد ومانتيلا مدغشقر طوّرا آليات متشابهة بشكل مستقل للحصول على الشبه قلوي من نظام غذائي من السوسة وتخزين المواد الكيميائية السامة في غدد الجلد. كما طوّرا بشكل مستقل ألوان جلد زاهية متشابهة تحذر الحيوانات المفترسة من سميتها (عن طريق عكس التمويه، وتسمى تحذير لوني).[133]
- الضفادع الثعبانية هي برمائيات ملساء فقدت أطرافها بشكل ثانوي، وتشبه سطحيًا الثعابين والسحالي عديمة الأرجل.[134]
- أقدم رباعيات الأرجل المعروفة (إكتوستيجيات) شبه المائية تشبه السمادل العملاقة (شكل الجسم، نمط الحياة)، على الرغم من أنها تعتبر مرتبطة بصلة بعيدة فقط.[135]
- طورت عدد من البرمائيات مثل سمندل عديم الرئة وضفدع بورنيو مسطح الرأس فقدان الرئة بشكل منفصل.[136]

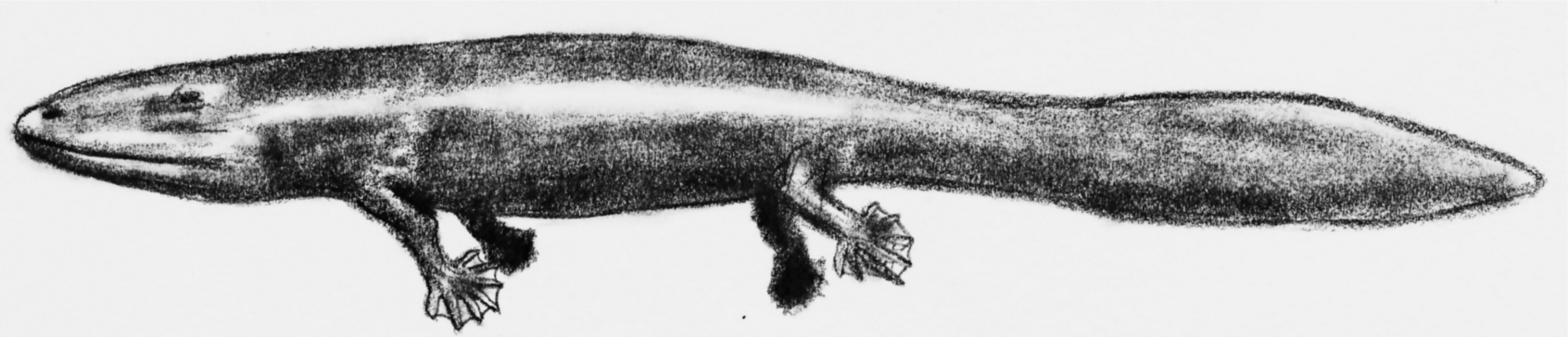
إلجينيربيتون باشيني، أقدم رباعي أرجل معروف.
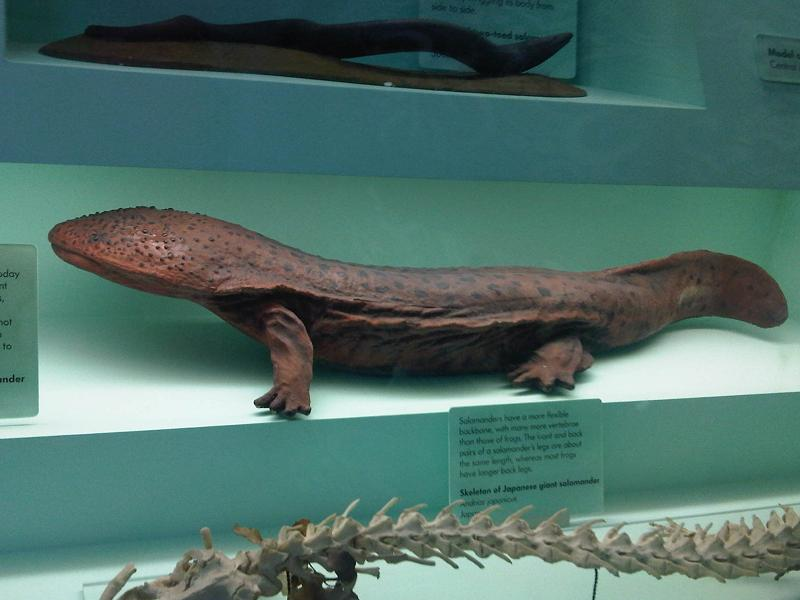
سلمندر عملاق ياباني، سمندل عملاق يشبه رباعيات الأرجل الأولى.

- العديد من البرمائيات المختلفة تتسم بظاهرة "استدامة المرحلة اليرقية"، أي أنها تطورت للاحتفاظ بخصائص اليرقات (مثل الخياشيم الخارجية) كجزء من نمط حياة مائي. على سبيل المثال، يصعب تمييز سمندل عفريت الماء، وهو سمندل موجود حاليًا، عن حيوان برانشيوصور من رتبة مقسومات الفقار من العصر البرمي.[137]

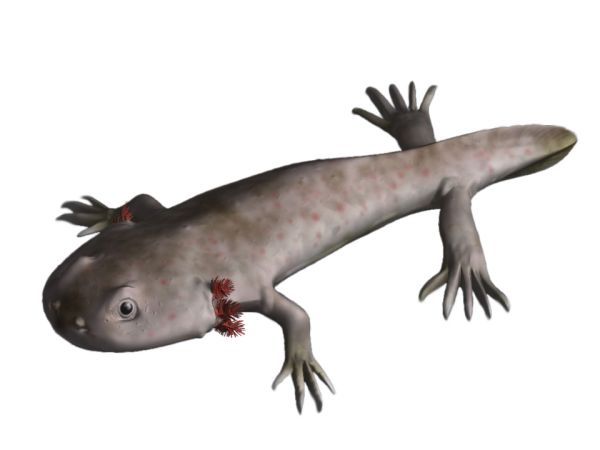
برانشيوصور، جنس من العصر البرمي.
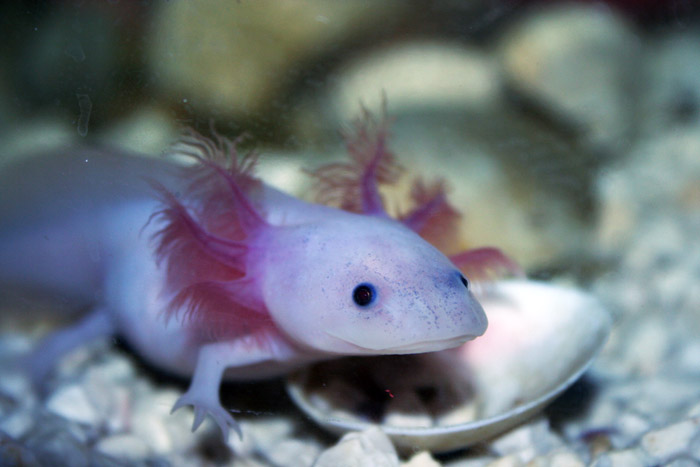
سمندل المكسيكي (عفريت الماء)، موجود حاليًا.

### المفصليات

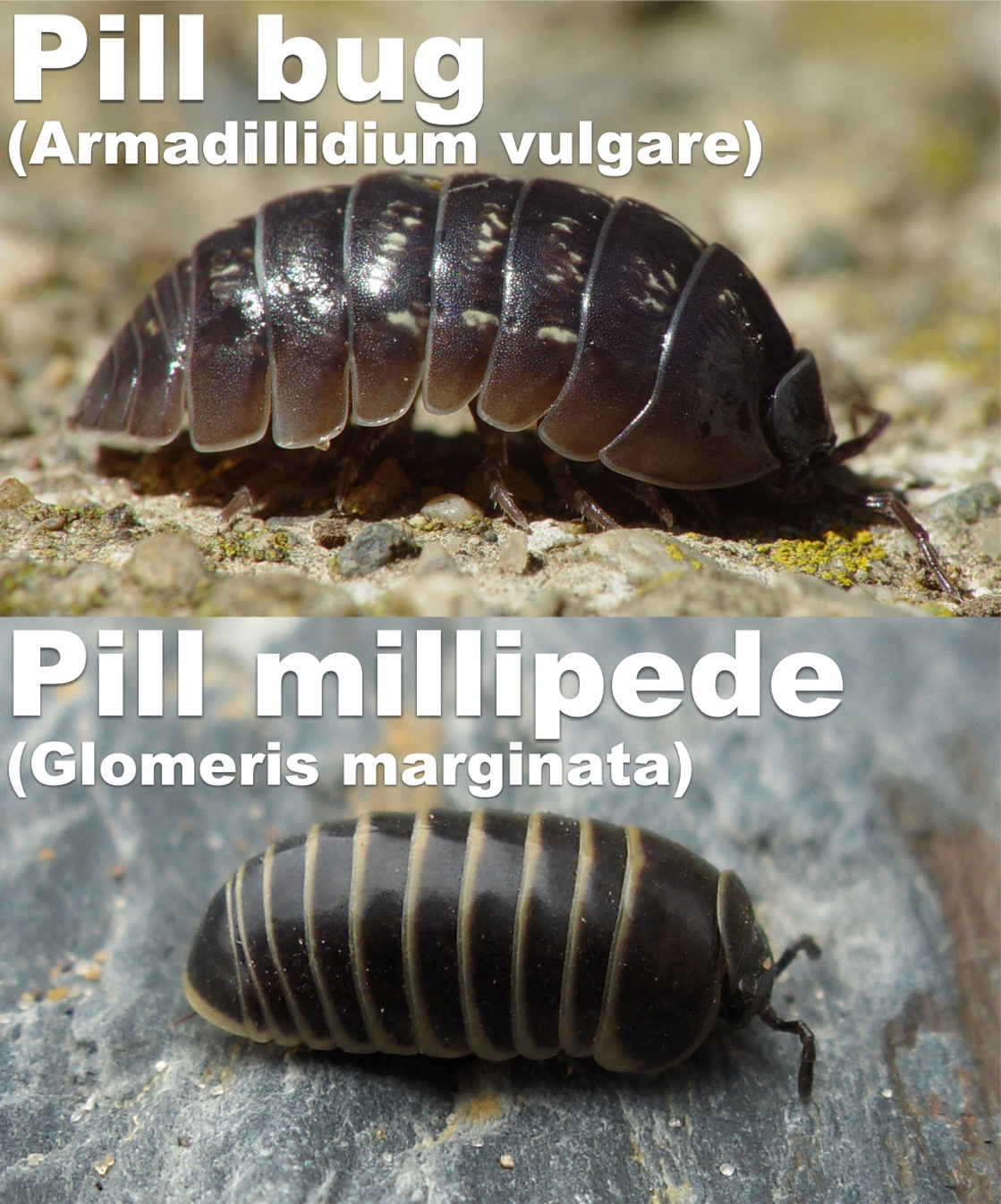
حشرات أرماديلا تبدو مثل الديدان الألفية الكروية، ولكنها في الواقع قمل خشب (حمار قبان) تطورت بشكل تقاربي في نفس وسائل الدفاع، حتى أصبح من الصعب تمييزها.

- أعضاء الشم لدى سرطان جوز الهند البري تشبه أعضاء الشم لدى الحشرات.[138]
- في مثال غريب عبر الشعب، تتغذى حشرة، وهي فراش صقري طنان، عن طريق التحليق أمام الزهور وشرب رحيقها بنفس طريقة الطيور الطنانة وطيور الشمس.[139]
- لم تطور حشرات أرماديلا والديدان ألفية الكروية نفس الدفاعات المتطابقة فحسب، بل يصعب حتى تمييزهما للوهلة الأولى. وهناك أيضًا نسخة بحرية كبيرة: متساوي الأقدام عملاق.[140][141]
- الحرير: العناكب، عث الحرير، يرقات ذباب القمص، وورقيات المسكن جميعها تنتج خيوطًا حريرية.[142]
- نمط جسم فرس النبي - الأطراف الأمامية القابضة، الرقبة القابلة للمسك، وسرعة الخطف الاستثنائية - لم يتطور فقط في السرعوفات ولكن أيضًا بشكل مستقل في حشرات عرقيات الأجنحة من فصيلة الشحسوريات.[143]
- تطورت نهايات الأطراف القابضة بشكل منفصل في العقارب وفي بعض القشريات عشاريات الأرجل، مثل الكركند وسرطان البحر. تمتلك هذه الكلاليب أو المخالب بنية متشابهة: ينمو الجزء قبل الأخير إسقاطًا يتناسب مع الجزء الأخير.[144]
- الزراعة: بعض أنواع النمل، والنمل الأبيض، وخنافس الأمبروزيا قامت منذ فترة طويلة بزراعة الفطريات ورعايتها للغذاء. تزرع هذه الحشرات محاصيلها وتخصبها وتقوم بإزالة الأعشاب الضارة. كما يرعى نوع من سمكة الآنسة أيضًا بساتين الطحالب الحمراء على قطعة من الشعاب المرجانية الخاصة بها؛ وتعمل سمكة الآنسة بنشاط على إزالة أنواع الطحالب الغازية عن طريق قضم الوافد الجديد.[145]
- تطور سلوك "صنع العبيد" عدة مرات بشكل مستقل في فصيلتي النمل نملاوات ثنائية الخصر ونملاوات أحادية الخصر، وأكثر من عشر مرات إجمالًا في النمل.[146][147]
- القدم الكاذبة: قدم لحمية على العديد من يرقات الحشرات تطورت بشكل مستقل في عدة رتب.[148]
- استخدام الطفيليات للفيروسات: تضع الدبابير الطفيلية بيضها داخل يرقات اليسروع المضيفة؛ وللحفاظ على بيضة الدبور من قتلها بواسطة الجهاز المناعي لليرقة، يتم "وضع" فيروس مع البيض. تستخدم دبابير غير ذات صلة هذه الحيلة.[149]
- الكائنات ذات التكاثر قصير العمر: الأنواع التي تكون في المرحلة اليافعة لمعظم حياتها. حياة البالغين قصيرة جدًا لدرجة أن معظمها لا يمتلك أجزاء فموية وظيفية. الأنواع غير المرتبطة: الزيزيات، ذباب مايو، بعض الذباب، اليعسوب، دودة القز، وبعض العث الآخر.[150][151]
- تُصدر نطاطات طويلة القرون والضفادع أصواتًا عالية باستخدام أعضاء منتجة للصوت لجذب الإناث للتزاوج.[152]
- التمويه بنوعين: التمويه الشبيه بالفرع تطور بشكل مستقل في الشبحيات ويرقات بعض الفراشات والعث؛ تمويه الورقة يوجد بشكل مستقل في بعض فرس النبي والعث المجنح.
- تطورت ذبابة ذوات الجناحين وحشرات ملتويات الأجنحة بشكل مستقل إلى أجنحة دوارة تشبه السيقان الدوارة (أثقال) تُستخدم كمدوار في الطيران.[153]
- التحوّل السرطاني: تتحول القشريات إلى شكل يشبه السرطان من شكل غير سرطاني. وقد قدم هذا المصطلح إلى علم الأحياء التطوري ل. أ. بورادايلي، الذي وصفه بأنه "إحدى المحاولات العديدة للطبيعة لتطوير سرطان".[154]

### الرخويات
- ذوات الصدفتين وبطنيات القدم في فصيلة جوليداي لها أصداف متشابهة جدًا.[155]
- توجد أشكال شبيهة بالبطلينوس في عدة سلالات من بطنيات القدم: البطلينوس "الحقيقي"، بطلينوس سيفوناريا الرئوية وعدة سلالات من بطلينوس المياه العذبة الرئوية.[156][157]
- تتشابه عيون رأسيات الأرجل (مثل الأخطبوط والحبار) وعيون الفقاريات، فكلاهما عيون كاميرا عدسية ذات تشابه عام كبير، ومع ذلك فهما نوعان غير مرتبطان على الإطلاق. ويكشف الفحص الدقيق عن بعض الاختلافات بما في ذلك التطور الجنيني، والعضلات خارج العين، وعدد أجزاء العدسة، وغياب النقطة العمياء الشبكية في عين رأسيات الأرجل.[158]
- مثانة العوم: تطورت المثانات العائمة بشكل مستقل في الأسماك، والأخطبوط السطحي الدرني، والسحاريات مثل البارجة البرتغالية.[159]
- طورت الرخويات ذات الصدفتين وعضديات الأرجل بشكل مستقل أصدافًا مزدوجة مفصلية للحماية. ومع ذلك، فإن تشريح أجزائها الرخوة يختلف تمامًا، ولهذا السبب توضع الرخويات والعضديات الأرجل في شعب مختلفة.[160]
- الدفع النفاث في السبيدج والمشاقيات: هاتان المجموعتان من الرخويات لديهما طرق مختلفة جدًا لضغط الماء عبر أجسادهما من أجل دفع الحركة السريعة عبر سائل. (تستخدم يرقات اليعسوب في المرحلة المائية أيضًا نفاثًا شرجيًا لدفعها، وقد استخدم قنديل البحر الدفع النفاث لفترة طويلة جدًا.) تستخدم أرانب البحر (رخويات بطنية الأقدام) وسيلة مماثلة للدفع النفاث، ولكن بدون الآلية العصبية المتطورة لرأسيات الأرجل، فإنها تتنقل بشكل أكثر خرقًا إلى حد ما. كما تستخدم الغلاليات (مثل السالبيات)، وبعض قناديل البحر أيضًا الدفع النفاث. الكائنات الحية الأكثر كفاءة في الدفع النفاث هي السالبيات، التي تستخدم طاقة أقل بمقدار عشرة أضعاف (لكل كيلوغرام لكل متر) من السبيدج.[161][162]
- تُعرف دودة البحر حرة السباحة (فيليروي) بكونها صيادًا بحريًا يشبه السمكة في شكل الجسم والحركة، مع تقاربات وظيفية.[163]

### حيوانات اخرى
- الحبل الظهري في الحبليات تشبه الحبليات المعدية في نصف الحبليات.[164]
- حيوانات شعريات البطن، على الرغم من أنها تنتمي إلى شعبتين علويتين مختلفتين، تشبه متحركات الخطم.
- طورت سلالة إلفيس في السجل الأحفوري مورفولوجيا (شكلاً) مشابهة من خلال التطور التقاربي.[165]
- اللسعة السامة: حقن السم بإبرة تحت الجلد، وهي أنبوبة حادة مدببة، ظهر بشكل مستقل أكثر من 10 مرات في: قنديل البحر، العناكب، العقارب، الحريشة، حشرات مختلفة، حلزون مخروطي، الثعابين، بعض أسماك سلوريات الشكل، سمك الرقيطة، السمك الصخري، خلد الماء الذكر، حيوانات السحاريات، ونباتات القراص الكبير.[166]
- الإضاءة الحيوية: تطورت الشراكات التكافلية مع البكتيريا المضيئة عدة مرات بشكل مستقل في: أسماك أعماق البحار، قنديل البحر، اليراعات، راغوفثالميديات، خنافس بيروفورس، بيروسوم، فطر قلنسوي، فطر أومفالوتوس نيديفوريس،فارجولا هيلجندورفي ، حلزون كوانتولا سترياتا، سبيدج زجاجي جاحظ، فطر القابض، نوكتيلوكا سينتيلانس، بيروسيستيس فيوزيفورميس، فارجولين، أقلام البحر، صدفيات، سحاريات، وسراج الليل. كما تُنتج الإضاءة الحيوية بواسطة بعض الحيوانات مباشرة.[167][168]
- التوالد البكري: بعض السحالي والحشرات لديها القدرة المستقلة على إنتاج صغار حية من بويضات غير مخصبة. بعض الأنواع إناث بالكامل.[169]
- طورت عدة شعب دودية خرطومًا قابلاً للانقلاب، مع أمثلة مثل شائكات الرؤوس، قضيبيات، متحركات الخطم، وبعض الديدان كثيرات الأشعار.
- فصيلة العتائق المحبة للملوحة الشديدة الملحائية العصوية والبكتيريا المحبة للملوحة الشديدة سالينيباكتر روبر كلاهما يمكن أن يعيش في بيئة عالية الملوحة.[170]
- تطورت حيوانات الأبابيات ذات الشكل الشبيه بقنديل البحر عدة مرات، بما في ذلك قنديل البارجة البرتغالية، وقنديل البحر الكريستالي.
- في تطور التكاثر الجنسي وأصل الكروموسوم الجنسي: في الثدييات، تمتلك الإناث نسختين من الصبغي اكس (XX) ويمتلك الذكور نسخة واحدة من كروموسوم اكس ونسخة واحدة من الصبغي Y(XY). في الطيور العكس هو الصحيح، حيث يمتلك الذكور نسختين من كروموسوم زد (ZZ) وتمتلك الإناث نسخة واحدة من كروموسوم زد ونسخة واحدة من كروموسوم دبليو (ZW).[171]
- نشأت الكائنات الحية متعددة الخلايا بشكل مستقل في الطحالب البنية (الأعشاب البحرية وعشب البحر)، والنباتات، والحيوانات، والفطريات.[172]
- حدثت أصول الأسنان مرتين على الأقل.[173]
- يوجد الطيران المجنح في أنواع غير مرتبطة: الطيور، الخفافيش (الثدييات)، الحشرات، التيروصور والتيروداكتيلوس (الزواحف). الأسماك الطائرة لا تطير، ولكنها جيدة جدًا في الطيران الانزلاقي.[174]
- الطيور الطنانة، اليعسوب، وعثة صقر الطنان يمكنها التحليق والطيران إلى الخلف.[175]
- توجد النيوروجلوبينات في الخلايا العصبية للفقاريات (ثانويات الفم)، وتوجد في الخلايا العصبية لأوليات الفم غير ذات الصلة، مثل حيوانات أكويل التي تقوم بعملية التمثيل الضوئي وقنديل البحر.[176]
- تشبه السحاريات وبرايا دوبيا قنديل البحر وتتصرف مثله، لكنهما من الأبابيات، وهي مستعمرة من أفراد دقيقة متخصصة تسمى "الزوائد الحيوانية". السالبيات، وهي من الحبليات، تشبه قنديل البحر كثيرًا، ومع ذلك فهي مختلفة تمامًا.[177]
- المستعمرات الاجتماعية العليا التي تكون فيها أنثى واحدة فقط (الملكة) هي القادرة على التكاثر وتُقسم جميع الأفراد الآخرين إلى نظام طبقي، جميعها تعمل معًا في نظام منسق. يستخدم هذا النظام في العديد من الحيوانات غير المرتبطة: النمل، النحل، والدبابير، النمل الأبيض، فأر الخلد العاري، فأر الخلد الداماري، جمبري سينالفيوس ريجاليس، بعض الخنافس، بعض حشرات هدبيات الأجنحة، وبعض حشرات المن.[178]
- تطورت عملية أكسجة الدم في مجموعات حيوانية غير مرتبطة: تستخدم الفقاريات الحديد (الهيموغلوبين) وتستخدم القشريات والعديد من الرخويات النحاس (الهيموسيانين).[179]
- التمعدن الحيوي وهو إفراز أصداف أو دروع واقية مصنوعة من مواد صلبة عضوية مثل كربونات المعادن والكايتين العضوي، وقد حدث ذلك في أنواع غير مرتبطة كلها في نفس الوقت خلال الانفجار الكامبري في: الرخويات، عضديات الأرجل، المفصليات، الحيوانات الحزازية، شوكيات الجلد، وديدان الأنابيب.[180]
- بناة الشعاب المرجانية، عدد من الأنواع غير المرتبطة من الكائنات البحرية تبني شعابًا صخرية: بعض أنواع البكتيريا تصنع الستروماتوليت، وتبني أنواع مختلفة من الإسفنج هياكل من كربونات الكالسيوم، مثل: إسفنج القدحيات القديمة وإسفنج الستروماتوبورويد، والشعاب المرجانية، وبعض اللاسعات من فصيلة الزهريات الشعاعية، والحيوانات الحزازية، والطحالب الكلسية، وبعض الرخويات ذات الصدفتين (رودست).[181][182]
- المغنيتيت للتوجيه، عُثر على جزيئات المغنيتيت المشحونة مغناطيسيًا للاستشعار الاتجاهي في أنواع غير مرتبطة من سمك السلمون، سمك سلمون قوس قزح، بعض الفراشات والطيور.[183]
- تكيّفات الفتحات الحرارية المائية مثل استخدام البكتيريا الموجودة في لحم الجسم أو في أعضاء خاصة، لدرجة أنها لم تعد تمتلك أجزاء فموية، وقد وُجدت في أنواع غير مرتبطة من الرخويات وديدان الأنابيب التي تعيش في الفتحات الحرارية المائية (مثل الدودة الأنبوبية الكبيرة).[184]
- الأشنيات هي شراكات بين الفطريات والطحالب. كل "نوع" من الأشنيات يتكون من أنواع مختلفة من الفطريات والطحالب، وبالتالي فإن كل منها قد نشأ بشكل مستقل.[185]
- الرعاية الأبوية نشأت بشكل مستقل في: الثدييات، معظم الطيور، بعض الحشرات، بعض الأسماك، والتماسيح.[186][186]
- التجديد، يمكن للعديد من الأنواع المختلفة غير المرتبطة أن تنمو أطرافًا جديدة، ذيولًا أو أجزاء أخرى من الجسم، إذا فقدت أجزاء من الجسم.[187]
- الحوصلة التوازنية هي مستقبل حسي للتوازن يوجد بشكل مستقل في كائنات حية مختلفة مثل: بعض اللافقاريات المائية، بما في ذلك ذوات الصدفتين، اللاسعات، شوكيات الجلد، رأسيات الأرجل، والقشريات. كما توجد أيضًا في الكائنات وحيدة الخلية الهدبية. توجد بنية مماثلة أيضًا في الديدان المسطحة الغريبة.[188][189]
- السمع نشأ في العديد من الأنواع المختلفة غير المرتبطة مع: العضو الطبلية، عضو جونستون، وآذان الثدييات/الطيور. وكذلك السمع الأبسط الموجود في الزواحف، مع عظم الركاب فقط.
- تطورت نجوم البحر ذات الشكل الشبيه بالوسادة أربع مرات على الأقل.
- الرؤية بالأشعة تحت الحمراء موجودة في العديد من الأنواع المختلفة غير المرتبطة: ثعابين الحفرة (الأفاعي المجلجلة)، الأصليات، خفافيش مصاص الدماء، ودبابير حفر الخشب، وخنافس النار.

## في النباتات
- بينما غالبية أنواع النباتات معمرة، يتبع حوالي 6% منها دورة حياة حولية، حيث تعيش لموسم نمو واحد فقط. تطورت دورة الحياة الحولية في أكثر من 120 فصيلة نباتية عبر كامل تاريخ تطور كاسيات البذور. ومن الجدير بالذكر أن انتشار الأنواع الحولية يزداد في ظل ظروف الصيف الحارة والجافة في فصائل مختلفة بما في ذلك النجمية، الكرنبية، البقولية، والنجيلية.[190][191]
- تطورت الأوراق عدة مرات - انظر تاريخ تطور النباتات. لم تتطور فقط في النباتات الأرضية، ولكن أيضًا في مختلف الطحالب، مثل عشب البحر.[192]
- الشوك المدبب، والأشواك، والأشواك الحادة جميعها أنسجة نباتية معدلة تطورت لمنع أو الحد من أكل الأعشاب، وقد تطورت هذه الهياكل بشكل مستقل عدة مرات.[193]
- السموم المنشطة: نباتات لا ترتبط ببعضها البعض إلا بصلة بعيدة، مثل القهوة، الشاي، الكولة، والبهشية البراغوانية تنتج الكافيين لردع الحيوانات المفترسة.[194]
- الجذور الهوائية الموجودة في العشقة (اللَبْلاَب) تشبه تلك الموجودة في الهدرانجية المتسلقة وبعض النباتات المتسلقة الأخرى. هذه الجذور ليست مشتقة من سلف مشترك ولكن لها نفس وظيفة التشبث بأي دعامة متاحة.[195]
- تشكل النباتات المزهرة (العائق، أيرانجيس، الكبوسين وغيرها) من مناطق مختلفة نتوءات أنبوبية الشكل تحتوي على الرحيق. لهذا السبب يمكن للحشرات من مكان واحد أحيانًا أن تتغذى على نباتات من مكان آخر لها بنية مثل الزهرة، والتي هي المصدر التقليدي للغذاء للحيوان.[196]
- الكزوارينة هي نباتات مزهرة ذات ثمار وأوراق تشبه أوراق ومخاريط عاريات البذور الصنوبر.
- بعض النباتات ثنائية الفلقة (شقار) ووحيدة الفلقة (حشيشة مثلوثة) في البيئات غير المضيافة قادرة على تكوين أعضاء تحت الأرض مثل الكورمات، والأبصال، والجذامير لتخزين التغذية والماء حتى تتحسن الظروف.
- النباتات آكلة اللحوم: تطورت النباتات التي تعاني من نقص النيتروجين في سبع أوقات مختلفة على الأقل لتصبح آكلة للحوم، مثل: مصائد الورق اللاصق مثل النديات ونباتات حشرية الأوراق (صائد الحشرات)، ومصائد الزنبرك - خناق الذباب، ومصائد الجرة من أجل التقاط وهضم الحشرات للحصول على النيتروجين النادر.[197][198]
- نباتات الإبريق: تطورت مصيدة الإبريق بشكل مستقل في ثلاثة سلالات من ثنائيات الفلقة الحقيقية وسلالة واحدة من أحاديات الفلقة.[199][200]
- نشأت العصاريات الوردية المتشابهة بشكل منفصل بين النباتات في فصائل البروقية (التي كانت سابقًا زنبقية) والمخلدية.[201]
- تطورت نباتات الأوركيد، وفصيلة نباتات زراوندية والستيليدية بشكل مستقل العضو المحدد المعروف باسم جينوستيميوم، الأكثر شيوعًا باسم "العمود".[202]
- تُظهر نباتات الفربيون في صحاري إفريقيا وجنوب آسيا، والصبار في صحاري العالم الجديد تعديلات متشابهة (انظر الصورة أدناه لأحد الأمثلة العديدة المحتملة).[203]
- دوار الشمس: بعض أنواع دوار الشمس وبيريكاليس ترجع إلى التطور التقاربي.[204]
- أيض حامض المخلدات (CAM)، وهو مسار لتثبيت الكربون تطور في نباتات متعددة كتكيف مع الظروف القاحلة.[205]
- يُقدر أن عملية التمثيل الضوئي رباعي الكربون تطورت أكثر من 60 مرة داخل النباتات، من خلال تسلسلات متعددة ومختلفة من الأحداث التطورية. تستخدم نباتات رباعي الكربون مسارًا أيضيًا مختلفًا لالتقاط ثاني أكسيد الكربون ولكنها تظهر أيضًا اختلافات في تشريح الأوراق وعلم الخلايا مقارنة بمعظم النباتات الأخرى.[206][207]
- الجذع، وهو ساق خشبية واحدة، نشأ في نباتات غير مرتبطة: أشكال أشجار الحزازيات الذئبية من حقبة الحياة القديمة، والكنباث، والبذريات.
- حيوان زنبق البحر البحري، يبدو مثل شجرة النخيل الأرضية.[208]
- تتخذ أشجار النخيل أشكالًا في نباتات غير مرتبطة: السيكاديات (من العصر الجوراسي) والسراخس الشجرية الأقدم.[209]
- تطورت بتلات الزهور بشكل مستقل في عدد من السلالات النباتية المختلفة.[210]
- تطورت الزهور الثنائية التماثل، ذات التوجيه المميز لأعلى ولأسفل، بشكل مستقل في عدد من النباتات المختلفة مثل: البنفسج، الأوركيد، والبازلاء.[211][212]
- تطورت البتلات المتحدة، وهي بتلات تتحد لتشكل شكل الجرس الواحد، بشكل مستقل في التوت الأزرق، فصيلة الخلنجية، ونباتات أخرى.[213]
- زهور الطنان هي زهور أنبوبية عديمة الرائحة نشأت بشكل مستقل في أربع فصائل نباتية على الأقل. تجذب الطيور آكلة الرحيق مثل: الطيور الطنانة، آكلات العسل، التميريات. هاواي النائية لديها أيضًا زهور الطنان.[214]
- تطورت أزهار نوع "زهرة الجيف" التي تفوح منها رائحة اللحم المتعفن بشكل مستقل في: أزيمينة مفصصة، زهرة رافليسيا الإندونيسية العملاقة الطفيلية، ونبات صبار صباع الكافر.[215]
- تطورت الثمار التي تنمو تحت الأرض، بعد تلقيح الجزء العلوي، حيث يطول ساق الزهرة، وينحني للأسفل ويدفع نفسه في الأرض، وقد حدث ذلك بشكل مستقل في: الفول السوداني، البقوليات، زهرة "حثرة منتشرة" المعرضة للانقراض في فلوريدا، وقثد هوميفركتوس في أفريقيا.[216]
- ثمار النباتات: الجزء اللحمي المغذي من النباتات الذي تنشره الحيوانات عن طريق الأكل، وقد نشأ بشكل مستقل في كاسيات البذور وفي بعض النباتات عاريات البذور مثل: الجنكة والسيكاديات.[217]
- أنظمة نقل الماء، مثل أنظمة النباتات الوعائية، مع أوعية توصيل الماء، نشأت بشكل مستقل في: الكنباث، الحزازيات الذئبية، السراخس، وعاريات البذور.[218]
- التلقيح بالرياح نشأ بشكل مستقل في أشجار الصنوبر، الأعشاب، والأزهار التي تلقح بالرياح.
- انتشار البذور بالرياح نشأ بشكل مستقل في: الطرخشقون، الصقلاب، أشجار الحور، وغيرها من البذور ذات الزغب مثل بلسم سيفاراجاني، جميعها تكيفت للانتشار بالرياح.[219]
- السموم المهلوسة نشأت بشكل مستقل في: صبار وليمز، كرمة الآياهواسكا، وبعض الفطريات مثل فطر الفطر السيلوسيبين.[220]
- السموم النباتية نشأت بشكل مستقل في: سولاوريسين، دافنين، تاينياتوكسين، ليدول، بروتوانيمونين، لوتاسترالين، شاكونين، بيرسين والمزيد.[221]
- خناق الذباب البحري هو حيوان ونبات خناق الذباب هو نبات. كلاهما يبدو ويتصرف بنفس الطريقة.[222]
- تطورت الإنزيمات الهاضمة بشكل مستقل في النباتات آكلة اللحوم والحيوانات.[223]

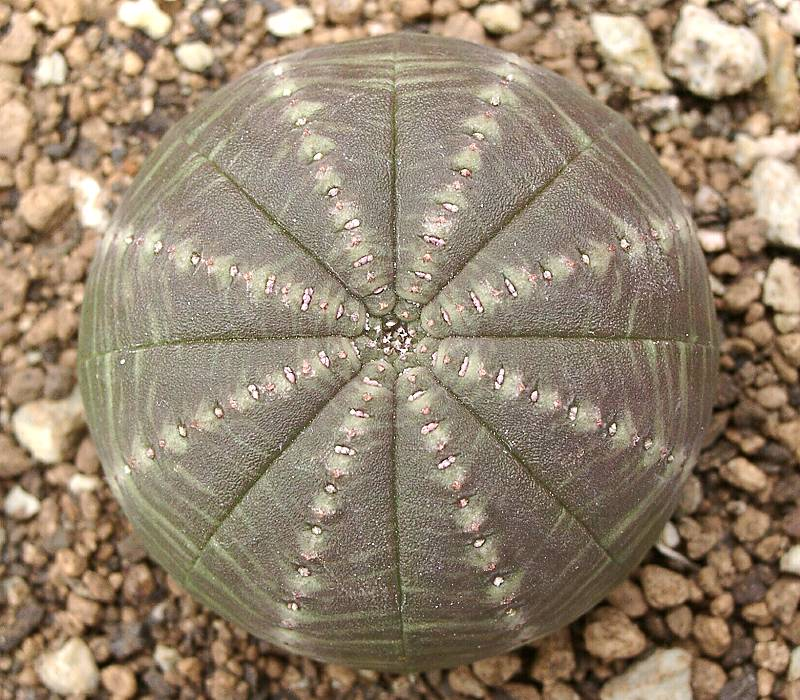
يوفوربيا أوبيزا
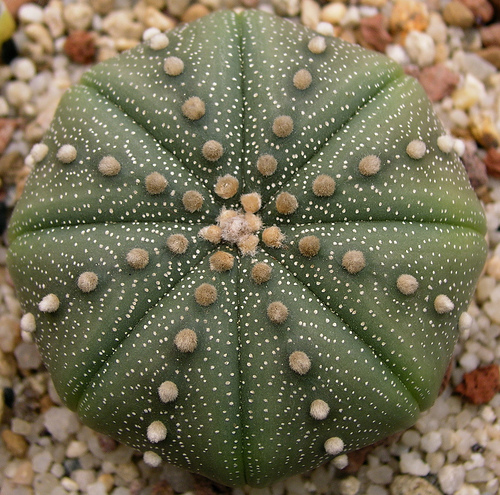
صبار نجمي أبيض

## في الفطريات
- توجد مجموعة متنوعة من الكائنات الرمية والطفيلية التي تطورت لديها عادة النمو داخل الركائز الخاصة بها كخيوط رفيعة من أجل الهضم الخلوي. هذا هو الأكثر شيوعًا للفطريات "الحقيقية"، ولكنه تطور أيضًا في أكتينوميسيتوتا (البكتيريا)، والطلائعيات البيضية (وهي جزء من مجموعة السوطيات القشية، وكذلك عشب البحر)، والنباتات الطفيلية، وجذموريات الرؤوس (البرنقيل الطفيلي).[224][225]
- يصنف العفن الغروي تقليديًا على أنه فطريات، لكن أعمال علم السلالات الجزيئية كشفت أن معظم العفن الغروي ليس قريبًا جدًا من الفطريات الحقيقية والكائنات المشابهة، وأن عادة العفن الغروي نشأت عدة مرات. تشمل الفطريات المخاطية (أميبيات)، ولابرينثولوميسيتس (سترامينوبيلز)، والطحالب المخاطية وجوتولينوبسيس فولغاريس (طلائعيات جذرية)، وأكراسيداي(بيركولوزوا)، وفونتيكولا ألبا (خلفيات السوط)، والجرثومة المخاطية (البكتيريا). تحتوي الفطريات المخاطية نفسها على مخاطيات البطن، وديكتيوستيليدات، والبروتوستيليدات، ومن المرجح أن تكون لها أصول منفصلة، مع احتمال نشأة البروتوستيليدات نفسها عدة مرات.[226][227][228]
- توجد أشكال متخصصة من التغذية التناضحية في فطريات وحيوانات غير مرتبطة.[229]

## في البروتينات والإنزيمات والمسارات الكيميائية الحيوية

### التقارب الوظيفي
تُعتبر هذه قائمة بأمثلة حيث تمتلك البروتينات غير المرتبطة وظائف متشابهة بهياكل مختلفة:
- التوجيه المتقارب للثالوث التحفيزي[الإنجليزية] في الموقع النشط للسيرين والسيستين بروتياز بشكل مستقل في أكثر من 20 عائلة إنزيمية فائقة.[230]
- استخدام ثريونين طرفي N للتحلل البروتيني.
- يُعتقد أن وجود عائلات مميزة من الأنهيدراز الكربوني يوضح التطور التقاربي.
- استخدام (Z)-7-دوديسين-1-يل أسيتات كفيرمون جنسي من قبل الفيل الآسيوي وأكثر من 100 نوع من حرشفيات الأجنحة.
- التخليق الحيوي لهرمونات النباتات مثل الجبرلين وحمض الأبسيسيك بواسطة مسارات كيميائية حيوية مختلفة في النباتات والفطريات.[231][232]
- يُظهر بروتين بريستين الذي يدفع مكبر الصوت في القوقعة ويمنح حساسية سمعية عالية في الثدييات، العديد من استبدالات الأحماض الأمينية المتقاربة في الخفافيش والدلافين، وكلاهما طور بشكل مستقل سمعًا عالي التردد لتحديد الموقع بالصدى. وقد وُجدت نفس هذه العلامة المميزة للتقارب أيضًا في جينات أخرى تُعبر عنها في قوقعة الثدييات.
- التطور المستقل المتكرر لإنزيم النايلوناز في سلالتين مختلفتين من الصيفرية وسلالة واحدة من الزائفة.
- يمتلك الميوغلوبين من الحلزون سولكولوس متعدد الألوان بنية مختلفة عن الميوغلوبين الطبيعي ولكنه يخدم وظيفة مماثلة - الارتباط بالأكسجين بشكل عكسي. "الوزن الجزيئي للميوغلوبين في السولكولوس هو 41 كيلودالتون، أي أكبر 2.5 مرة من الميوغلوبينات الأخرى." علاوة على ذلك، لا يحتوي تسلسل الأحماض الأمينية الخاص به على أي تجانس مع ميوغلوبينات اللافقاريات الأخرى أو الهيموغلوبينات، ولكنه يمتلك تجانسًا بنسبة 35% مع إنزيم إندولامين ديوكسيجيناز البشري (IDO)، وهو إنزيم يحلل التربتوفان في الفقاريات. لا يشترك في وظيفة مماثلة مع IDO. "يُوزع الميوغلوبين الشبيه بـ IDO بشكل غير متوقع على نطاق واسع بين الرخويات البطنية، مثل سولكولوس، صفيلح، باتيلوس، أومفاليوس، وكلوروستوما."[233]
- تطور الهيموسيانين من المفصليات والرخويات من أسلاف مختلفة، التايروسيناز وبروتينات تخزين الحشرات، على التوالي. لديهم وزن جزيئي وهيكل مختلفان. ومع ذلك، يستخدم كلا البروتينين مواقع ربط النحاس لنقل الأكسجين.[234]
- تتمتع عائلات كيناز السكر مثل الهكسوكيناز، الريبوكيناز، والجالاكتوكيناز بوظائف إنزيمية متشابهة لفسفرة السكر، لكنها تطورت من ثلاث عائلات مميزة غير متجانسة نظرًا لأن جميعها لديها طي ثلاثي الأبعاد مميز وأنماط تسلسلها المحفوظة مختلفة بشكل لافت للنظر.[235]
- تطورت الهيموغلوبينات في الفقاريات ذات الفكوك والأسماك عديمة الفكوك بشكل مستقل. تطورت الهيموغلوبينات المرتبطة بالأكسجين في الأسماك عديمة الفكوك من سلف سيتوجلوبين الذي لا يمتلك وظيفة نقل الأكسجين ويُعبر عنه في خلايا الأرومة الليفية.[236]
- يخضع العامل السام، بروتييز السيرين BLTX، في السم الذي تنتجه نوعان متميزان، الزبابة قصيرة الذيل في أمريكا الشمالية (بلارينا بريفيكودا) وسحلية المكسيك المطرزة، لتطور تقاربي. على الرغم من تشابه هياكلها، إلا أنها زادت من نشاط الإنزيم والسمية من خلال طرق مختلفة لتغيير الهيكل. هذه التغييرات لا توجد في الزواحف أو الثدييات الأخرى غير السامة.[237]
- سم آخر، BgK، وهو سم حاصِر لقناة البوتاسيوم K+ من الشقائق البحرية بونودوسوما جرانوفيرا والعقارب، يتخذ سقالات وهياكل غير مرتبطة، ومع ذلك، لديهم وظائف متشابهة.[238]
- تعتبر البروتينات المضادة للتجمد مثالًا مثاليًا على التطور التقاربي. تُختار بروتينات صغيرة مختلفة ذات سطح مستوٍ غني بالثريونين من كائنات حية مختلفة للارتباط بسطح بلورات الجليد. "تشمل هذه البروتينات اثنتين من الأسماك، سمكة المحيط بوت ومفلطح الشتاء، وثلاثة بروتينات نشطة للغاية من الحشرات، خنفساء دودة الوجبة الصفراء، عثة دودة براعم الراتينجية، وبرغوث الثلج."[239]
- تعد البروتينات الرابطة للرنا التي تحتوي على مجال ربط رنا (RBD) وعائلة البروتينات ذات النطاق الصدمي البارد (CSD) مثالًا على التطور التقاربي أيضًا. باستثناء أنهما يمتلكان زخارف RNP محفوظة، فإن تسلسل البروتين الآخر مختلف تمامًا. ومع ذلك، لديهم وظيفة متشابهة.[240]
- يُرجح أن الكريبتوكروم الذي يستقبل الضوء الأزرق والمُعبّر عنه في عيون الإسفنج تطور بشكل تقاربي في غياب الأوبسينات والأنظمة العصبية. يفتقر الجينوم الكامل المتسلسل أمفيميدون كوينزلانديكا، وهي يرقة إسفنجيات شائعة، إلى مكون بصري حيوي واحد: أوبسين - جين لصبغة أوبسين حساسة للضوء ضرورية للرؤية في الحيوانات الأخرى.[241]
- لا تحتوي بنية البروتينات البكتيرية G وH التي ترتبط بالغلوبولين المناعي G على أي تسلسلات متجانسة للتكرارات الثابتة للأجسام المضادة للغلوبولين المناعي G، ولكن لها وظائف متشابهة. يُثبط كلا البروتينين G وA وH في تفاعلاتهما مع الأجسام المضادة للغلوبولين المناعي G (IgGFc) بواسطة ببتيد اصطناعي يتوافق مع تسلسل بطول 11 حمضًا أمينيًا في المنطقة الطرفية الكربوكسيلية للتكرارات.[242]
- تطور مقاومة الستيرويدات القلبية السمية (CTS) عبر استبدالات الأحماض الأمينية في مواقع محددة جيدًا في الوحدة الفرعية الفا لـ Na+,K+-ATPase في أنواع حشرية متعددة تمتد عبر 6 رتب.[243][244]

### التقارب الهيكلي
تُظهر هذه قائمة بأمثلة حيث تمتلك البروتينات غير المرتبطة هياكل ثلاثية متشابهة ولكن وظائف مختلفة. لا يُعتقد أن التقارب الهيكلي للبروتينات بأكملها يحدث ولكن تم توثيق بعض التقارب في الجيوب والعناصر الهيكلية الثانوية.
- يحدث بعض التقارب في البنية الثانوية بسبب تفضيل بعض بقايا الأحماض الأمينية أن تكون في حلزون ألفا (ميل حلزوني) ولتكوين بقع أو جيوب كارهة للماء في نهايات الصفائح المتوازية.[245]
- ABAC هي قاعدة بيانات لواجهات تفاعل البروتينات التي تطورت بشكل تقاربي. تشمل الأمثلة الفيبرونكتين/السيتوكينات طويلة السلسلة، NEF/SH2، بروتينات السايكلوفيلين/القفيصة.[246]

### التقارب الطفري
المثال الأكثر دراسة هو بروتين سبايك لفيروس كورونا المرتبط بالمتلازمة التنفسية الحاد، الذي تطور بشكل مستقل في نفس المواقع بغض النظر عن السلالة الفرعية الكامنة. كانت أبرز الأمثلة من حقبة ما قبل أوميكرون هي E484K وN501Y، بينما في حقبة أوميكرون تشمل الأمثلة R493Q، R346X، N444X، L452X، N460X F486X، وF490X.